# JR東日本E127系電車
E127系電車（E127けいでんしゃ）は、1995年（平成7年）に登場した、東日本旅客鉄道（JR東日本）の直流電車である。
本項では、えちごトキめき鉄道へ譲渡されたET127系電車についても概説する。

## 概要
新潟支社と長野支社管内の普通列車向け車両として、両地区で主力車両となっていた115系を補完するために製造された。
合計2両25編成（計50両）が製造され、新潟地区向けの0番台と、長野地区向けの100番台の2種類のグループに大別される。川崎重工業（現・川崎車両）、東急車輛製造（当時）のほか、100番台4両のみが川崎重工業で製作した構体を使用して東日本旅客鉄道土崎工場（現・秋田総合車両センター）でノックダウン生産された。
0番台は2015年3月に北陸新幹線金沢延伸開業に伴い、信越本線が経営分離されるのに合わせて10編成が経営分離先のえちごトキめき鉄道に譲渡、残る2編成が弥彦線に転用となった。
2023年には、南武線、尻手駅 - 浜川崎駅間（南武支線）で運用されている205系1000番台の置き換えによる省エネルギー化を目的に、弥彦線の2編成が転用された。

### 導入の経緯
新潟・長野地区では前述の通り115系が普通列車の主力車両として運用されていた他、急行形車両の165系・169系も普通列車として運用されていた。しかし、当時これらの車両は老朽化が進んでおり、また急行型車両は2扉のデッキ付き構造であったためラッシュ時における乗降に時間を要し、列車遅延の原因となっていた（急行形車両#淘汰とその要因も参照）。また新潟地区では、乗客が増加している新潟都市圏でのラッシュ対応、および同都市圏でのデータイムにおける効率的な輸送形態の整備が求められることとなった。
こうした経緯から開発・製造されたのが本系列である。

## 構造
本項では共通事項について述べ、番台ごとの詳細については番台別概説でそれぞれ述べる。

### 車体
同時期に開発された209系をベースとしたステンレス製で、新潟・長野地区に対応させた両開き式3扉のストレート車体となっている。客用扉はドアチャイムを標準装備として、冬季の車内保温のため各出入口の内外に開閉用スイッチを設けた半自動構造としている。
構体構造は0番台1次車が川崎重工業で開発したシート貼り合わせ工法（2シート工法）を採用した。0番台2次車以降は東急車輛製造製が加わり、こちらは従来からの骨組み工法で構成している。
車体側面には主電動機の冷却風取入口や車外スピーカーが設けられている。
2両編成を4本連結した最大8両までの運用が可能である。0番台の機器類は将来の1M2T化に対応した熱容量が算定されている。ただし、100番台は勾配線区を走行することから想定していない。

### 車内
内装の配色は明るいベージュ系でまとめられ、川崎重工業製の内装材は乗務員室背面と妻面壁以外をFRPユニット製としたが、0番台2次車以降は東急車輛製造製が加わり、こちらは従来からの従来の化粧板を基本とした組み立て工法とした。天井部は冷房ダクトを含めてFRPの一体成形品である
各番台区分ともトイレを備えており、車椅子スペースはその向かい側に設置する。客室の床面高さは1,130 mmであり、115系の1,225 mmと比べて大幅に低くなっている。
側窓は窓寸法が極力大きくとられ、側出入口間の4連窓のうち中央の2枚は1段下降窓（0番台。100番台は上段下降窓）となっている。車端部は通常の1枚窓を設置する。窓ガラスは熱線吸収ガラスを使用しており、カーテンは省略した。
ワンマン運転対応として運転台は半室構造とされ、ワンマン設定器、運賃箱、整理券発行機、運賃表示器、自動放送装置、ドア締切表示器、ミラーが設置されている。運転台の主幹制御器は左手操作型ワンハンドル式であるが、209系などで採用されたデジタル指令 (MON8) は、本系列では採用されていない。

### 機器類
主回路制御には逆導通GTOサイリスタ素子（素子定格4,500 V - 3,000 A）の2ステップVVVFインバータ制御を採用した（1C2M2群制御）。装置は東洋電機製造製であり、JRの車両での採用は本系列と8000系試作車のみである。
補助電源装置はIGBT素子使用の静止形インバータ（SIV・SC52形）を搭載しており、容量90 kVA（三相交流440V出力）を備える。空気圧縮機は小型軽量化・低騒音化・保守の容易化を図った新設計のレシプロ式MH3108-C1200M（吐出量 1,200 L/min）を備える。主電動機は本系列用に新開発された定格出力120 kWのMT71形を備える。
台車は701系と同等の軸梁式ボルスタレス構造で、0番台の動力台車はDT61A形、付随台車はTR246A形を装着する。100番台の動力台車は運転室寄りと連結面寄りの各1軸に砂撒き装置（後に撤去）を設置したDT61F形、付随台車はTR246A形を装着する。
ブレーキシステムは電気指令式空気ブレーキ・回生ブレーキ・抑速ブレーキに加え、列車密度の低い路線や連続勾配での使用を考慮し、発電ブレーキを併用している。ブレーキチョッパによる回生・発電ブレンディング制御がとられており、鉄道用としては国内で初めて実用化・採用された。発電ブレーキ使用時に必要となる抵抗器は制御電動車の屋根上に搭載されている。また、VVVF制御による大きなブレーキ力を活用するため、必要なブレーキ力を回生・発電ブレーキで優先して負担し不足分はT車から空気ブレーキを追加するT車優先遅れ込め制御を採用している。この装置による回生率（回生電力量/力行電力量）は、20 - 40 %程度である。このほか、滑走検知再粘着制御機能を設けている。
冷房装置は集中式であるAU720A (48.84 kW ≒ 42,000 kcal/h) が各車に1基搭載されている。

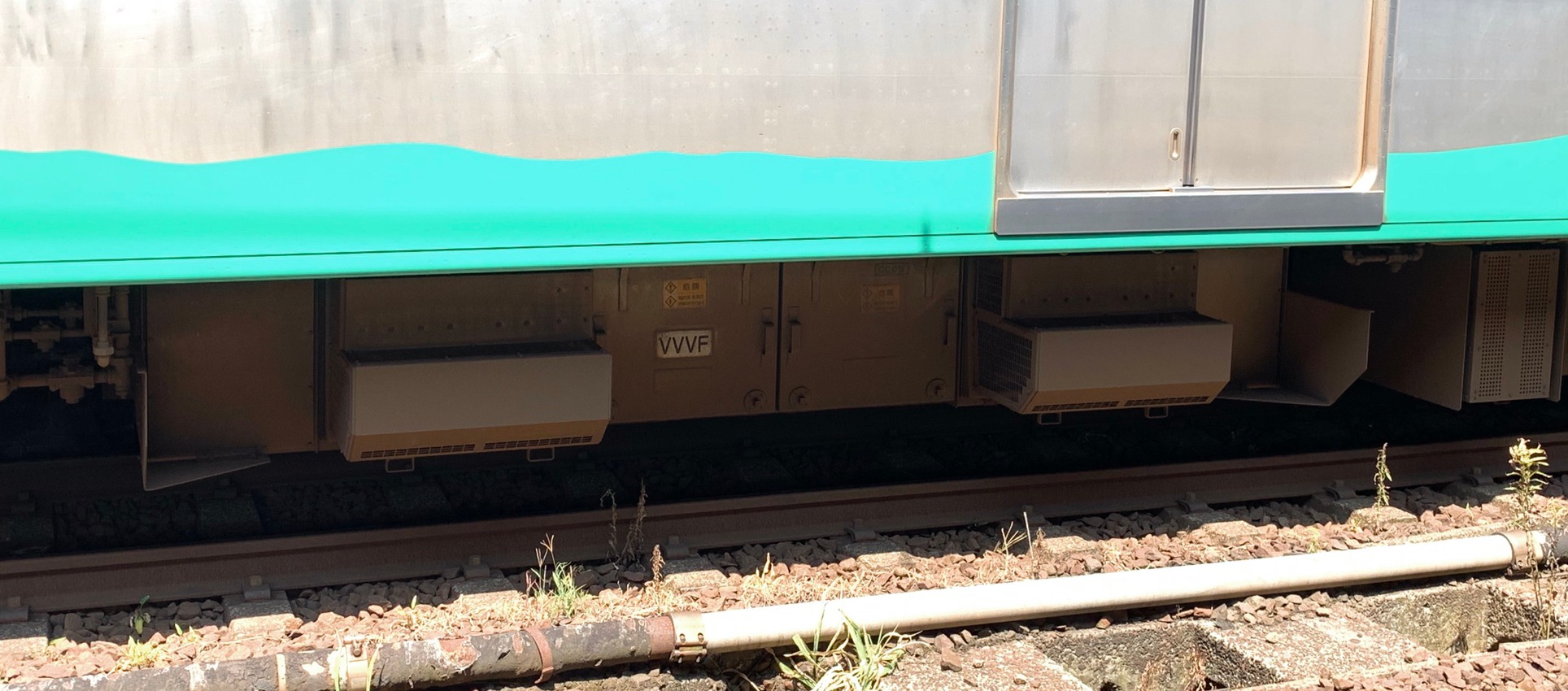
ET127-8のVVVFインバータ装置。東洋電機製造製のSC51形（2020年8月）
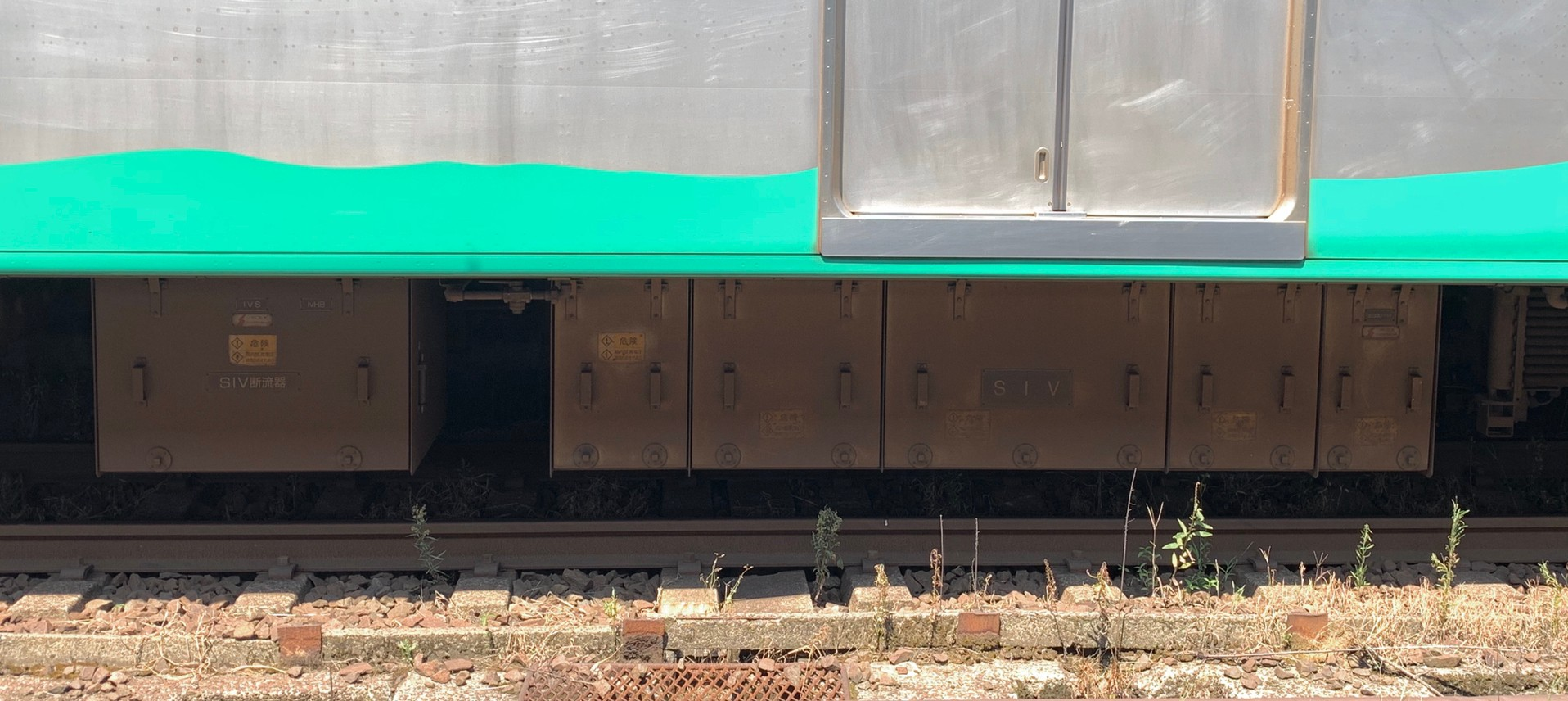
ET126-8の静止形インバータ（SIV）（2020年8月）
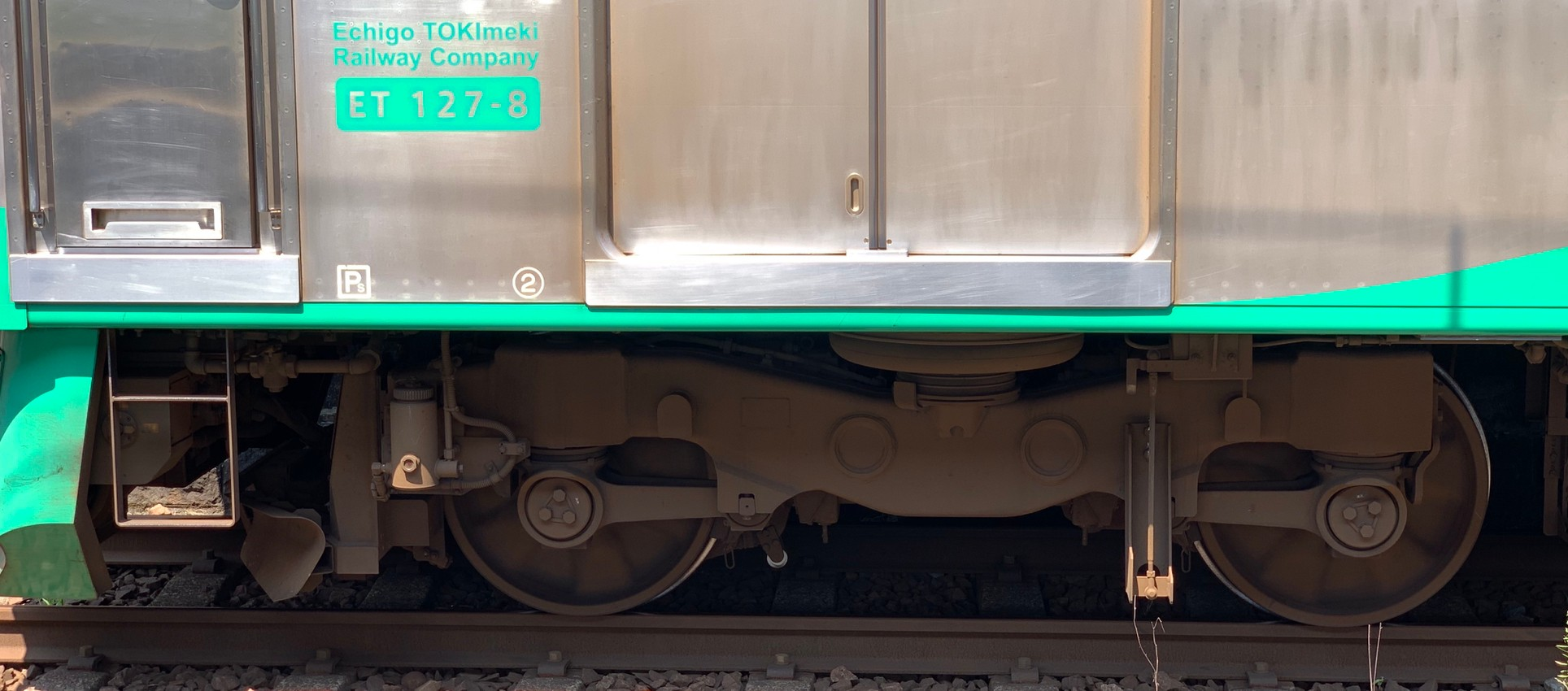
ET127-8の電動台車DT61A系。低床化のため209系のDT61形と異なり中央部が凹んでいる（2020年8月）
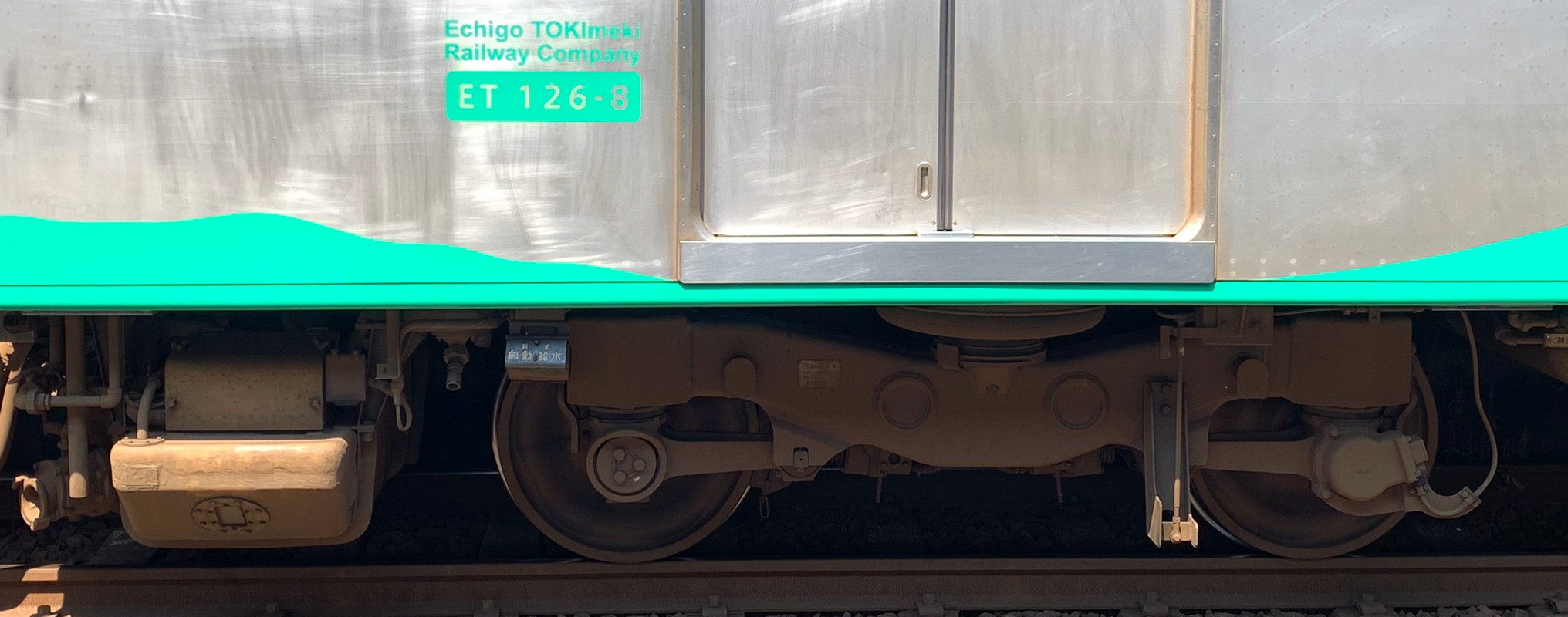
ET126-8の付随台車TR246A系（2020年8月）

## 番台別概説

### 0番台

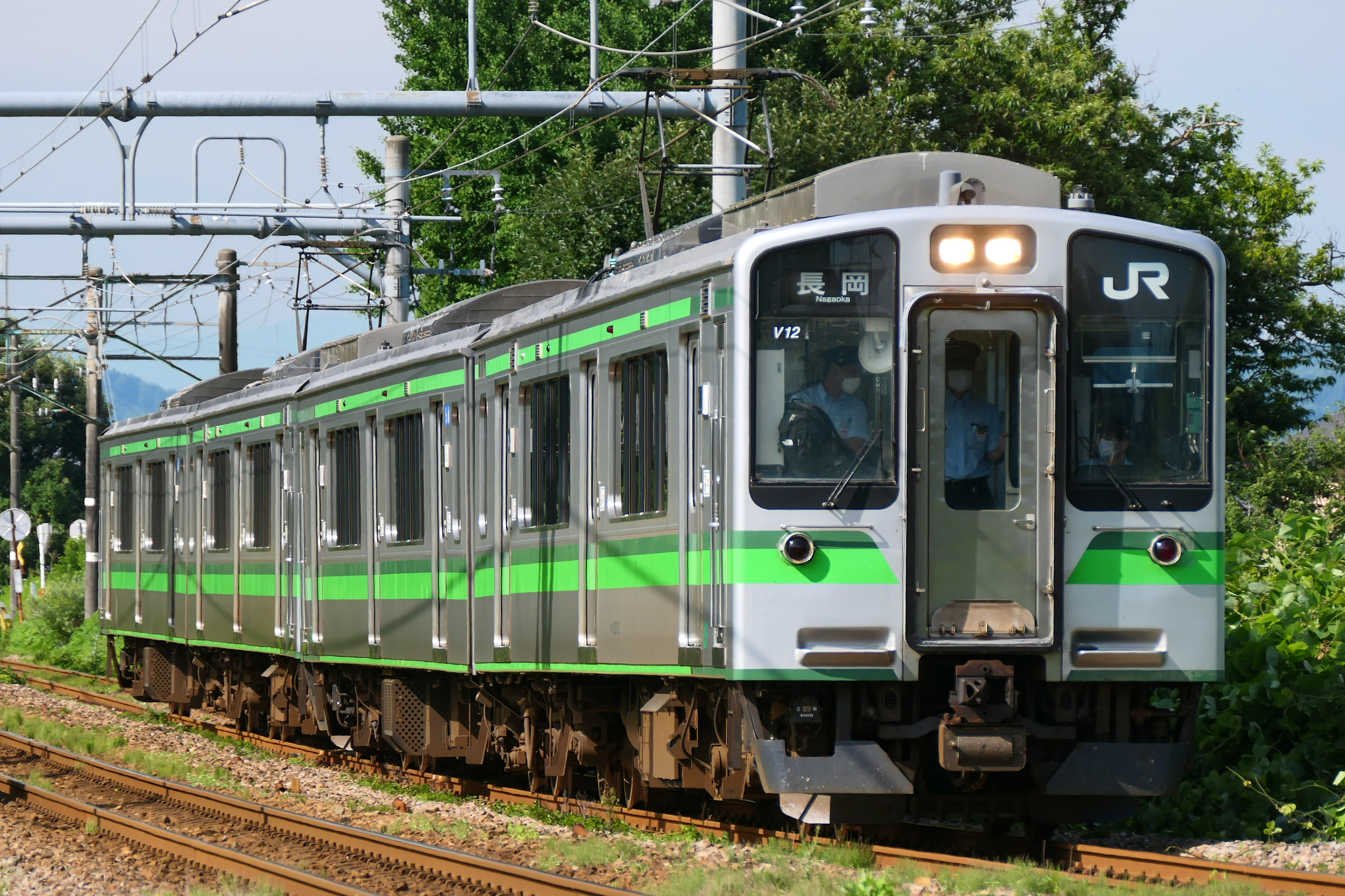
0番台

1995年5月8日に新潟地区で営業運転を開始した。
車体帯は新潟支社で運用されている115系「2次新潟色」に準じたグラスグリーン■と青磁グリーン■の2色で、後述の100番台や209系などとは異なり、扉部分や裾部にも帯が入っている。車両前頭部は貫通扉以外をFRP成形品で覆う構造としており、車体長は19,570 mmである。
座席配置はオールロングシートで、モケットは細かい柄の入ったライトグリーンのものが採用されている。パンタグラフは701系で使用しているPS104形を基本に直流用とした下枠交差式のPS30形とされた。トイレは701系と同タイプの洋式である（車椅子非対応）。
0番台は広範囲で運用されていたセミクロスシートの115系と異なり、都市圏を中心とした限定的な運用に導入された（詳細は過去の運用を参照）。
当初は2両編成13本が在籍していたが、2015年（平成27年）3月14日に開業したえちごトキめき鉄道の妙高はねうまライン用に10本が同社に譲渡された。JRに残存した2編成（V12・V13編成）は2017年に後述する更新工事とATS-Pの新規導入が行われ、同年11月までに2編成とも改造を終え運用に復帰している。
また、1本（V3編成）は2008年（平成20年）9月に発生した越後線内での踏切障害事故に伴う列車火災事故のためクモハE127-3が焼損し、2014年（平成26年）10月20日に同車とクハE126-3が廃車となっている。
2022年（令和4年）度中に最後まで残存していたV12・V13編成が新潟地区での運用から撤退。翌2023年（令和5年）、V12編成がV1編成、V13編成がV2編成として鎌倉車両センター中原支所に転属の上、9月13日から南武線浜川崎支線（南武支線 尻手駅 - 浜川崎駅間）で営業運転を開始した。

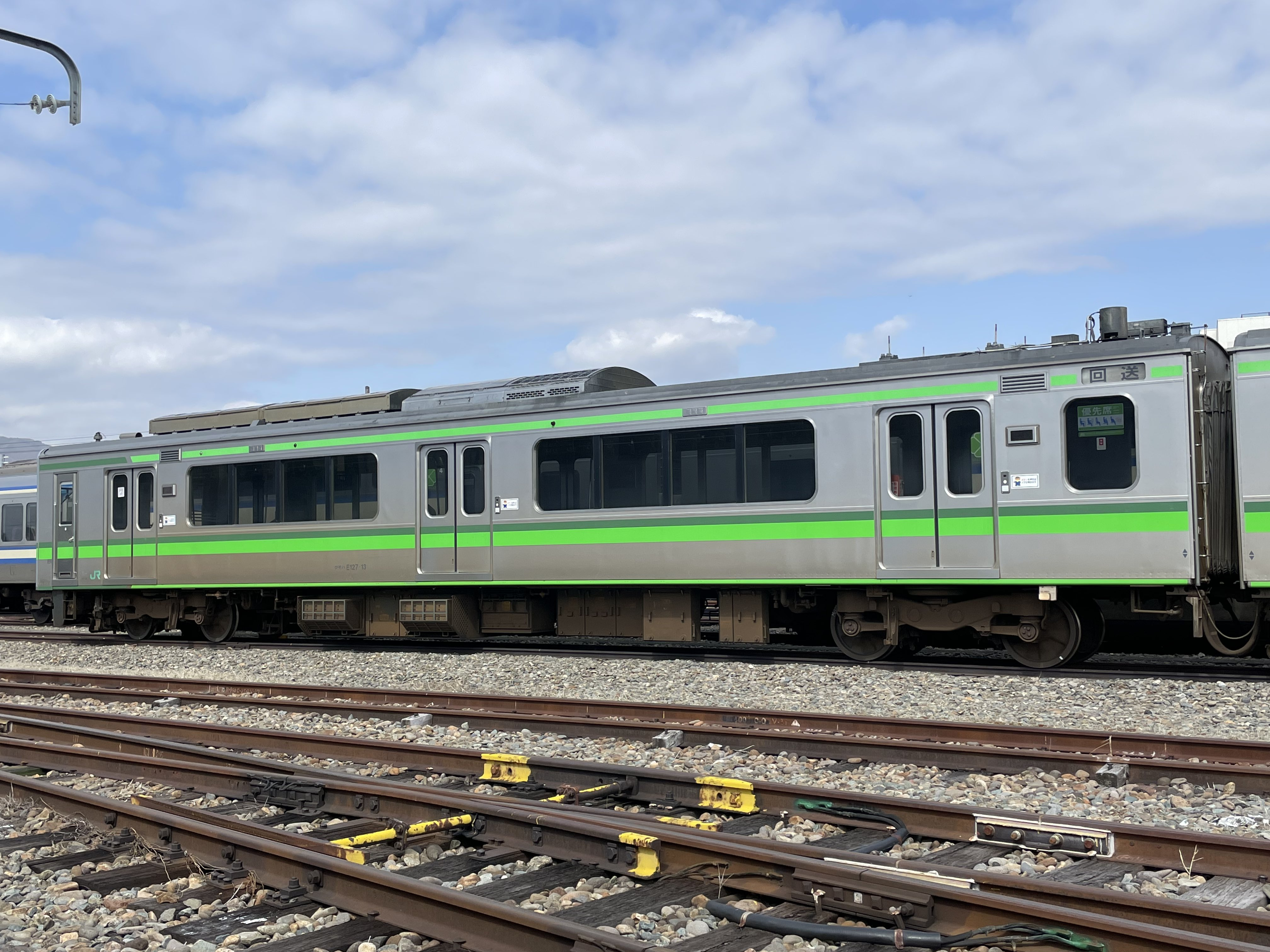
クモハE127形
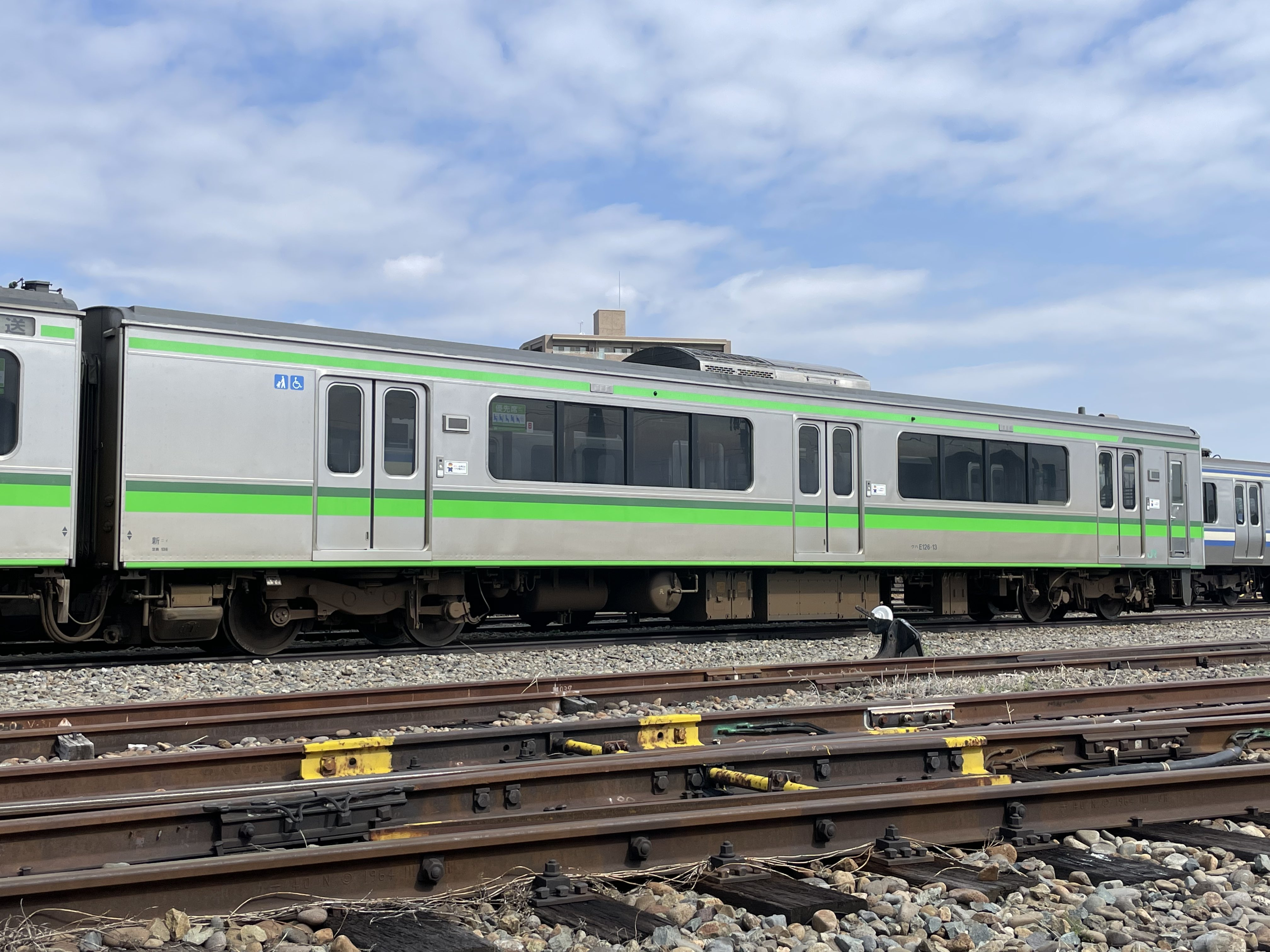
クハE126形
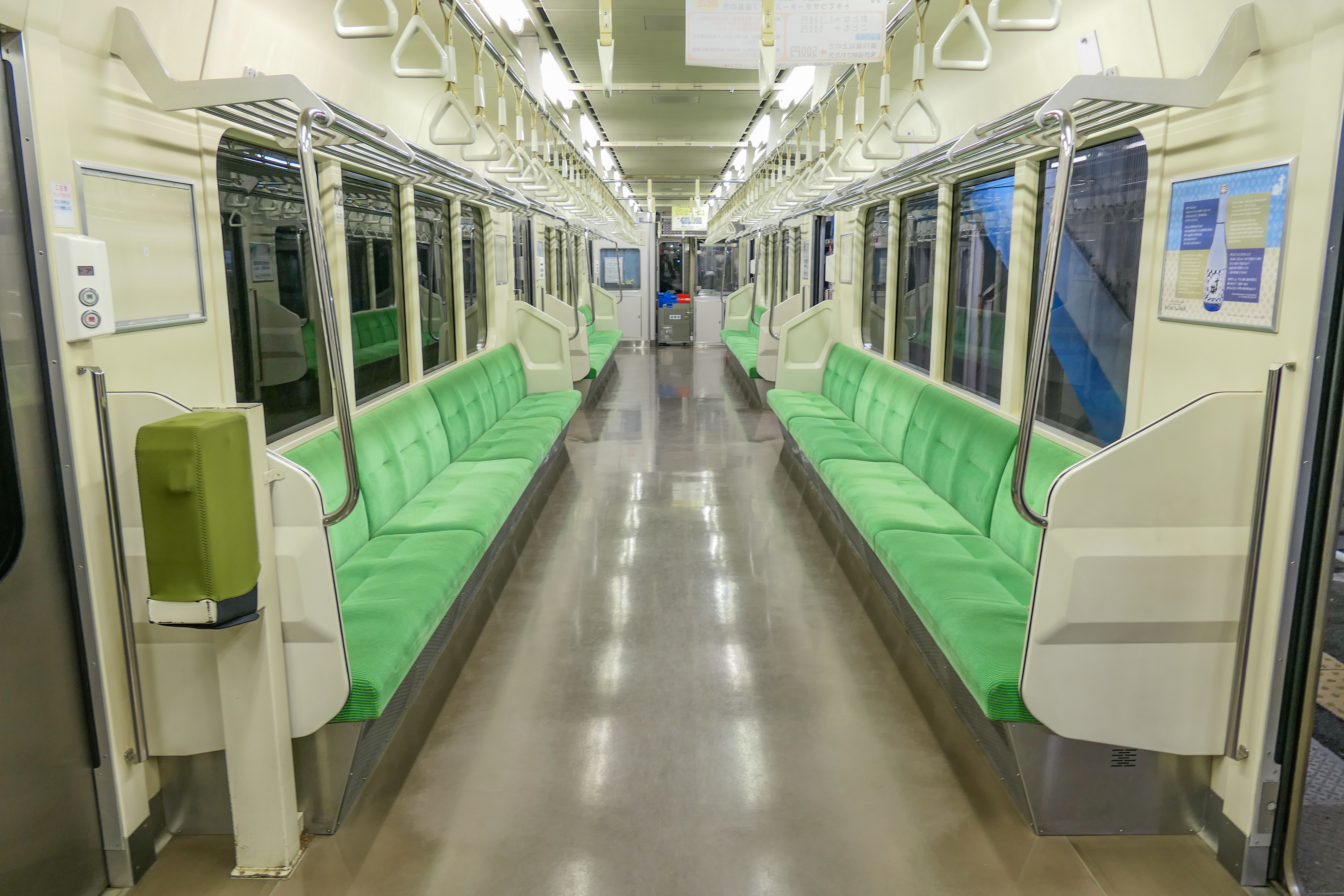
車内
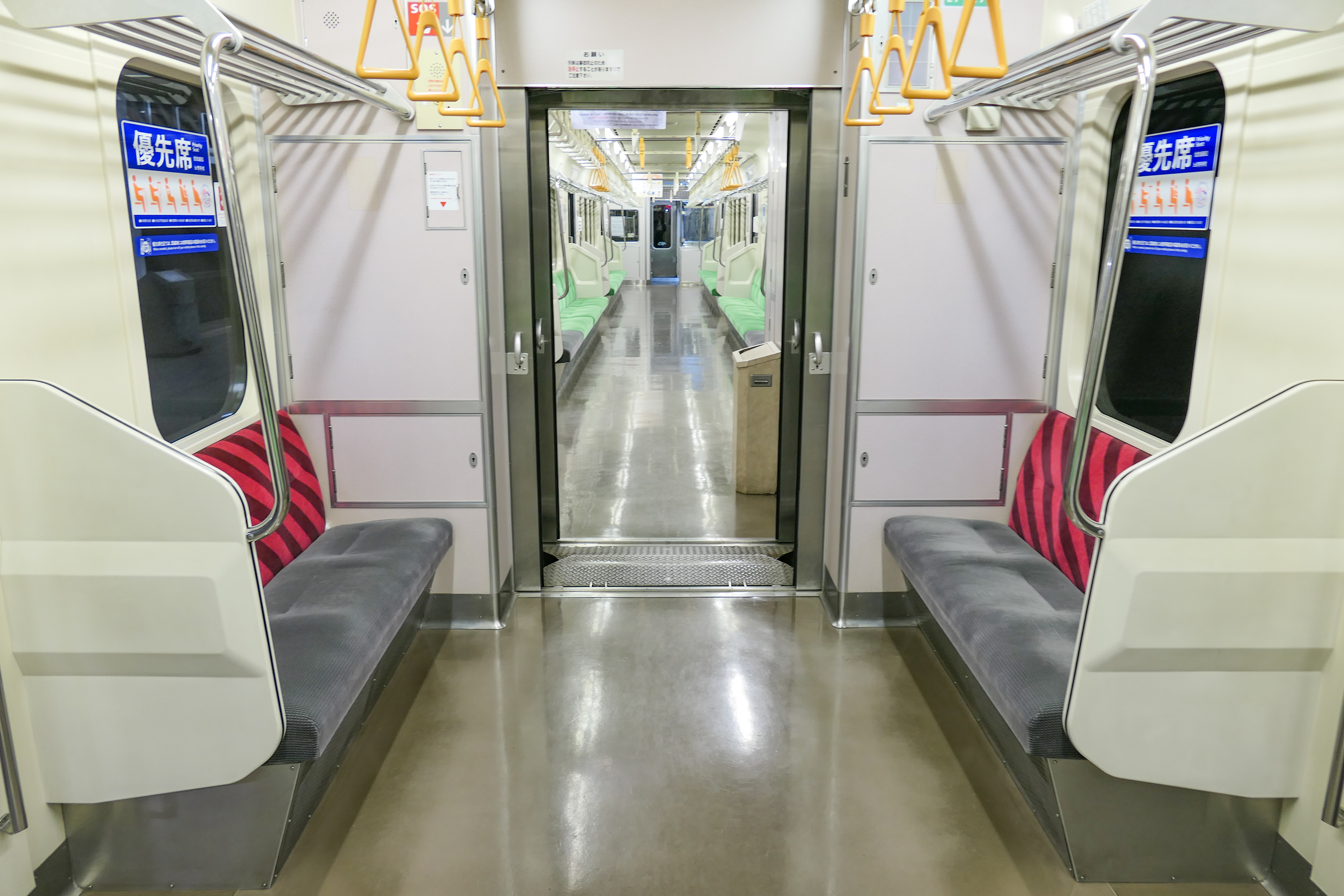
優先席
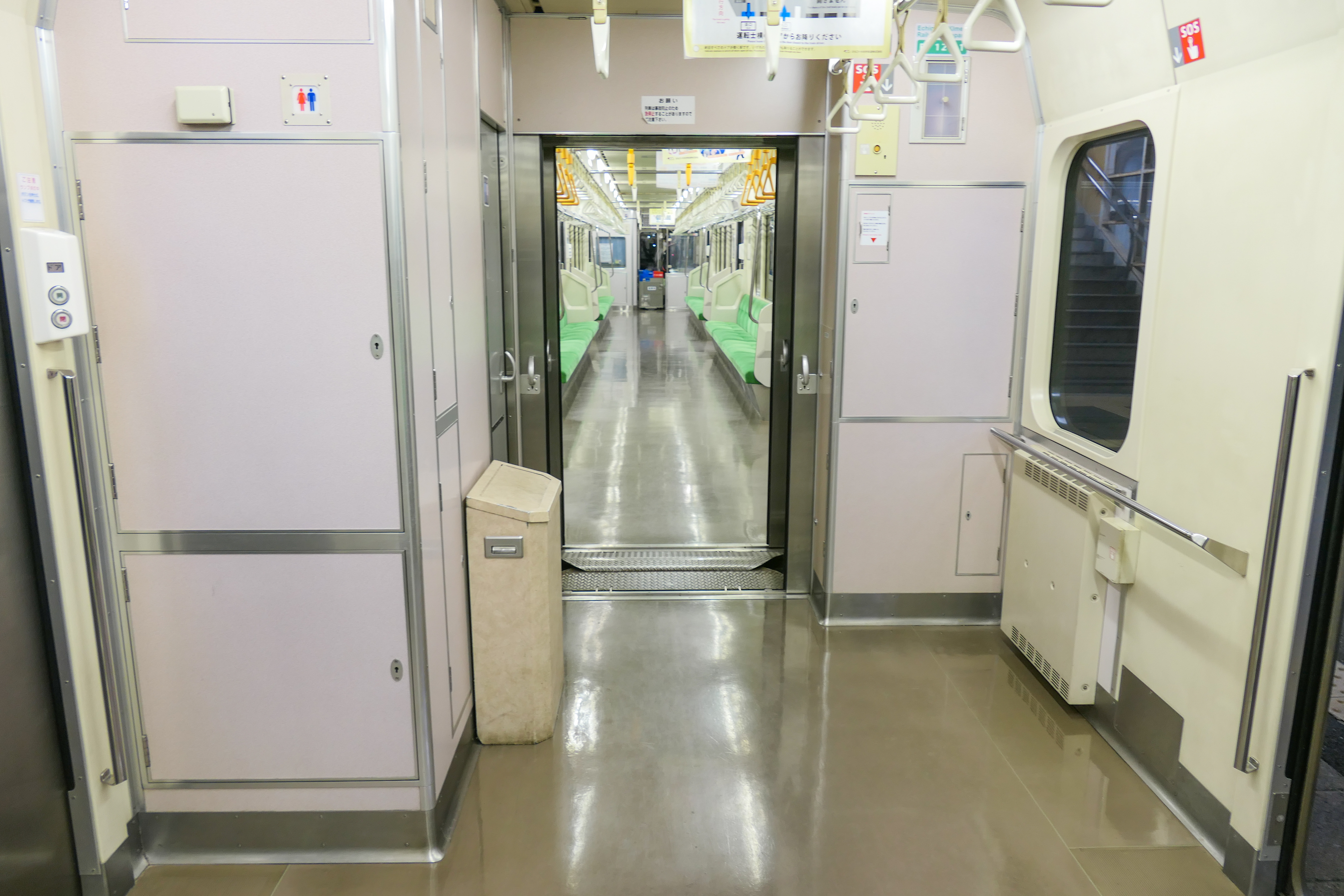
トイレ付近
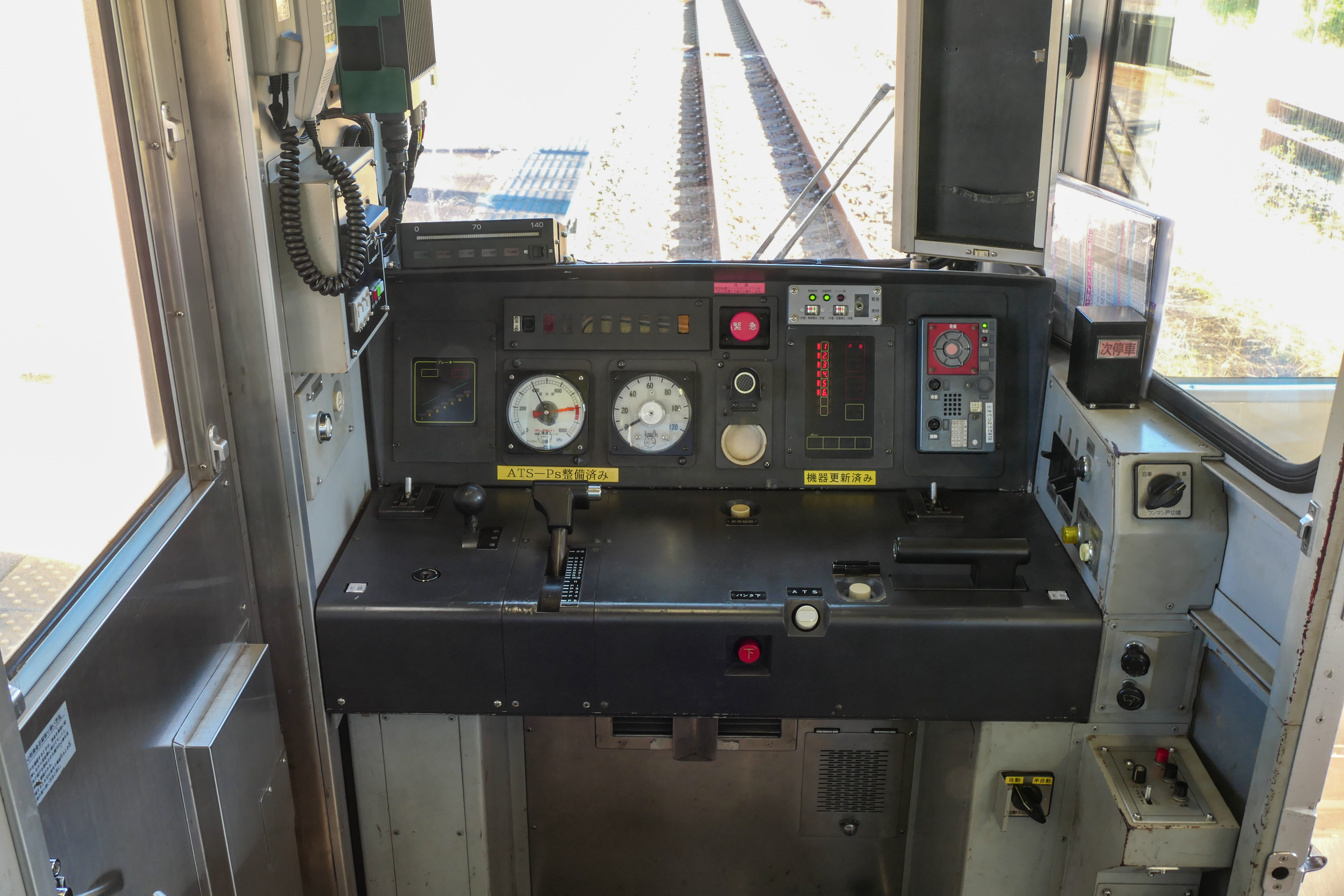
運転台
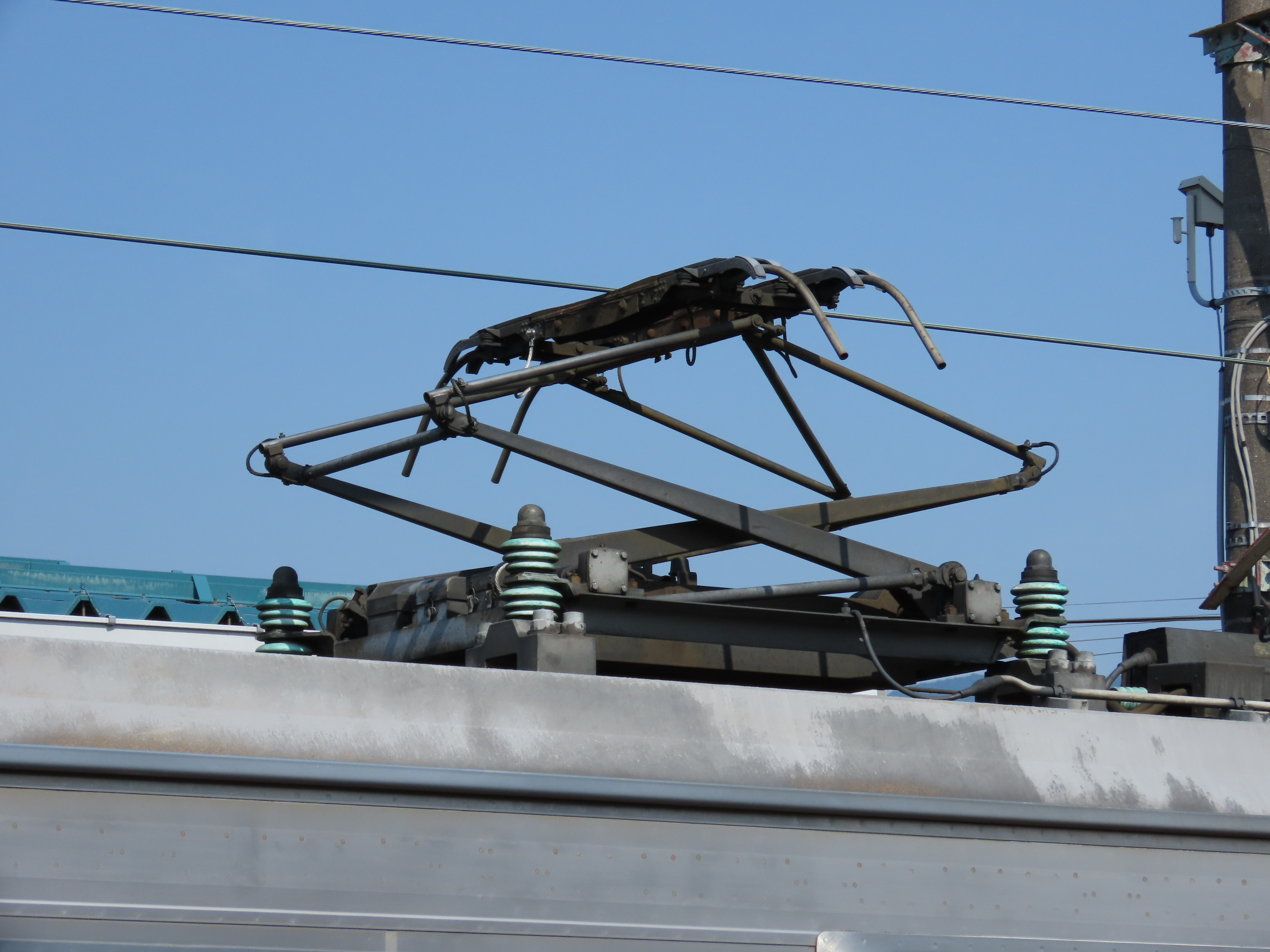
PS30形パンタグラフ

### 100番台

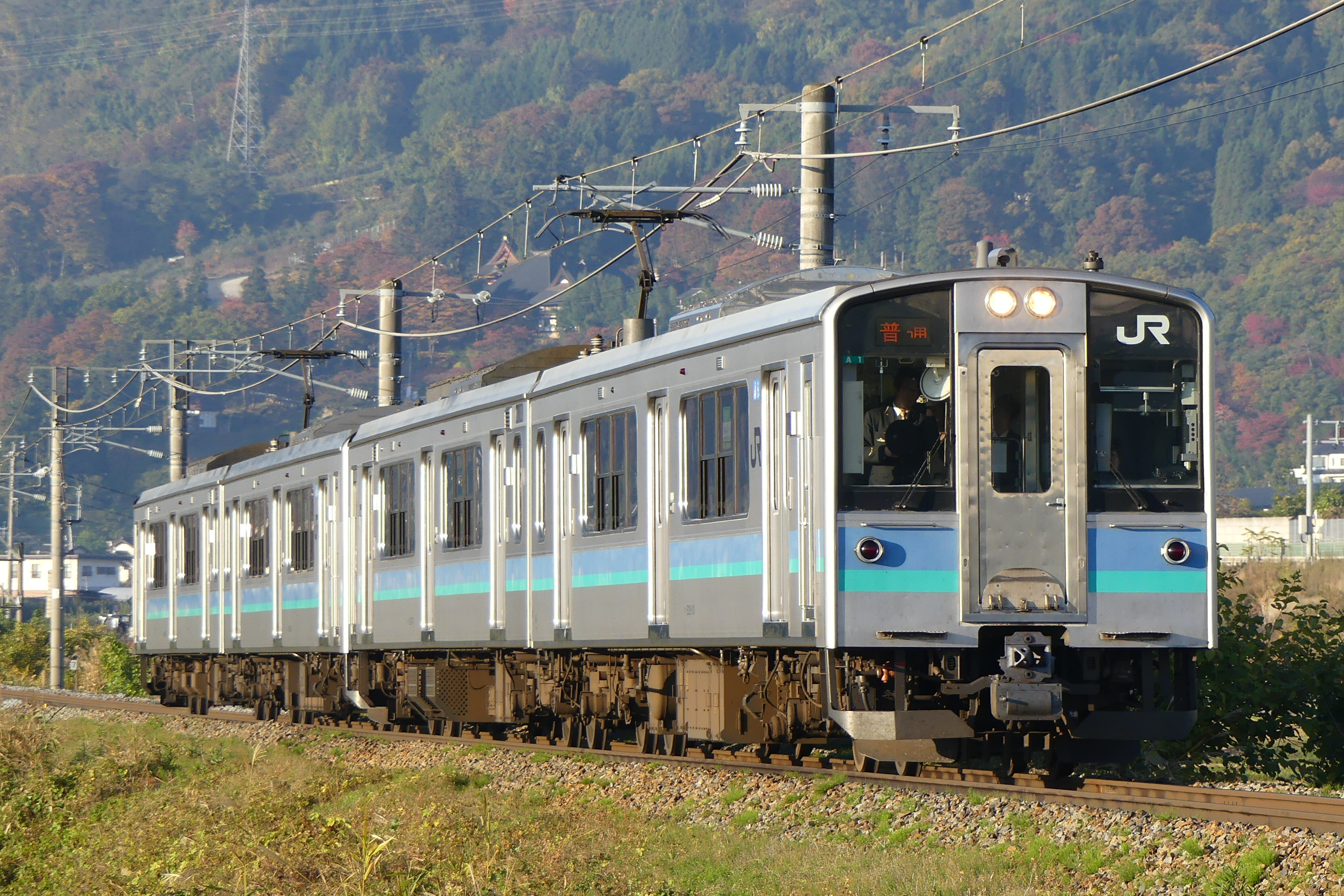
100番台（前方2両が機器更新車、後方2両が機器未更新車）

1998年（平成10年）12月8日に営業運転を開始した。
0番台とは車体デザインが異なり、先頭部の形状・客用扉間の開閉可能な窓の2段化など、701系とほぼ同一の形状となった。車体帯は長野支社で運用されている115系や169系に準じたアルパインブルー■とリフレッシュグリーン■の「長野色」とされた。
行先表示器は前面・側面ともに幕式からLED式に変更され、砂撒き装置が装備された（後に撤去）。トイレは車椅子対応仕様に設計変更され、大形化に伴い車端部では収まらず運転室直後の客用扉間に移動した。座席配置は同線内基準で東側がロングシート、西側（北アルプスなどの方向）がクロスシートのセミクロスシート構造となっている。座席表地はパープル色とした。また本番台において、鉄道車両用に開発された運賃箱（レシップ製）が初めて設置された。
パンタグラフはシングルアーム式のPS34形に変更され、冬季における架線への着霜対策のため、A5 - A12編成のクハE126形（南小谷・長野方先頭車）の運転台側に霜取り用パンタグラフが搭載された。霜取り用パンタグラフの設置編成の増加に伴い、2018年（平成30年）3月17日のダイヤ改正より冬季に運転される篠ノ井線松本駅 - 篠ノ井駅間の霜取り列車はクモヤ143形が運用から離脱し、本系列に置き換えられた。
2両編成12本が松本車両センターに在籍し、大糸線・篠ノ井線・信越本線・中央本線で運用されている。ワンマン運転は1999年（平成11年）3月29日より実施している。
運用開始当初は篠ノ井線の塩尻駅 - 明科駅間と中央本線の辰野駅 - 塩尻駅間の一部列車でも運用されていた。しかし、2003年（平成15年）12月20日に塩尻駅 - 松本駅間のATSがSN形からP形と変更された時点では、本区分番台にP形車上装置が搭載されていなかったことから、それ以降は大糸線内限定運用とされていた。その後、2007年（平成19年）秋ごろから2010年（平成22年）にかけて、保安装置を従来のSN形からPs形への交換とP形の追設を行い、遅くとも2011年6月9日には大糸線松本駅 - 北松本駅間でATS-Pの使用が開始された。なお、ATS-Psについては2006年3月末時点では松本駅構内への設置が予定されていたが、2007年3月末時点では計画から除外されており、その後ATS-Pが整備されたことから、大糸線に実際に設置されることはなかった。
また、東北地方太平洋沖地震（東日本大震災）が発生した2011年（平成23年）以降の夏季の平日には、節電のため一部の115系の代走として、中央本線の茅野駅から信越本線の長野駅まで運用されるケースもあった。2013年（平成25年）3月16日のダイヤ改正では同区間のほか、辰野支線の岡谷駅 - 塩尻駅間でも正式に運用を開始し、それまで辰野支線で運用されていた123系を置き換えた。

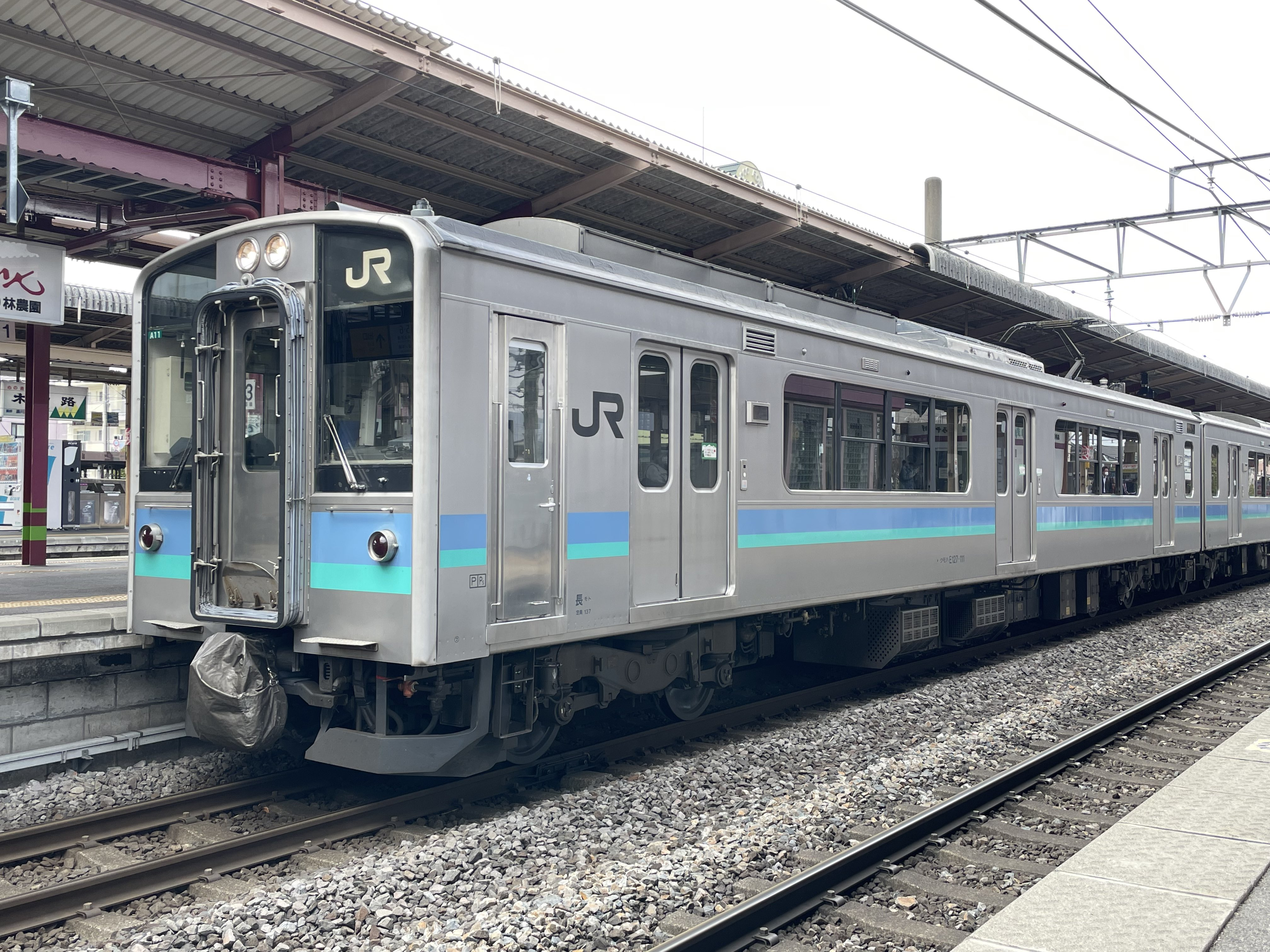
クモハE127形100番台
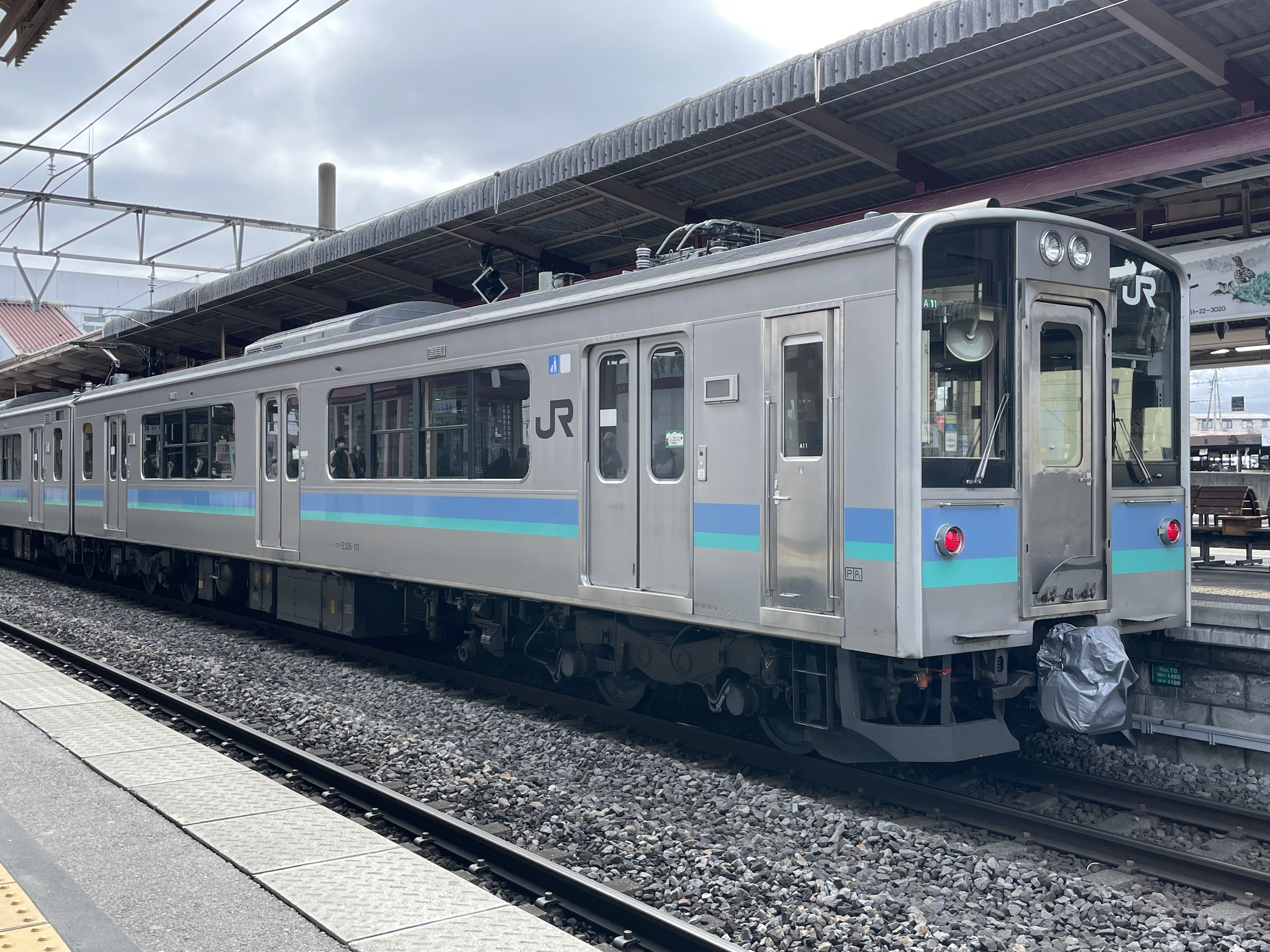
クハE126形100番台
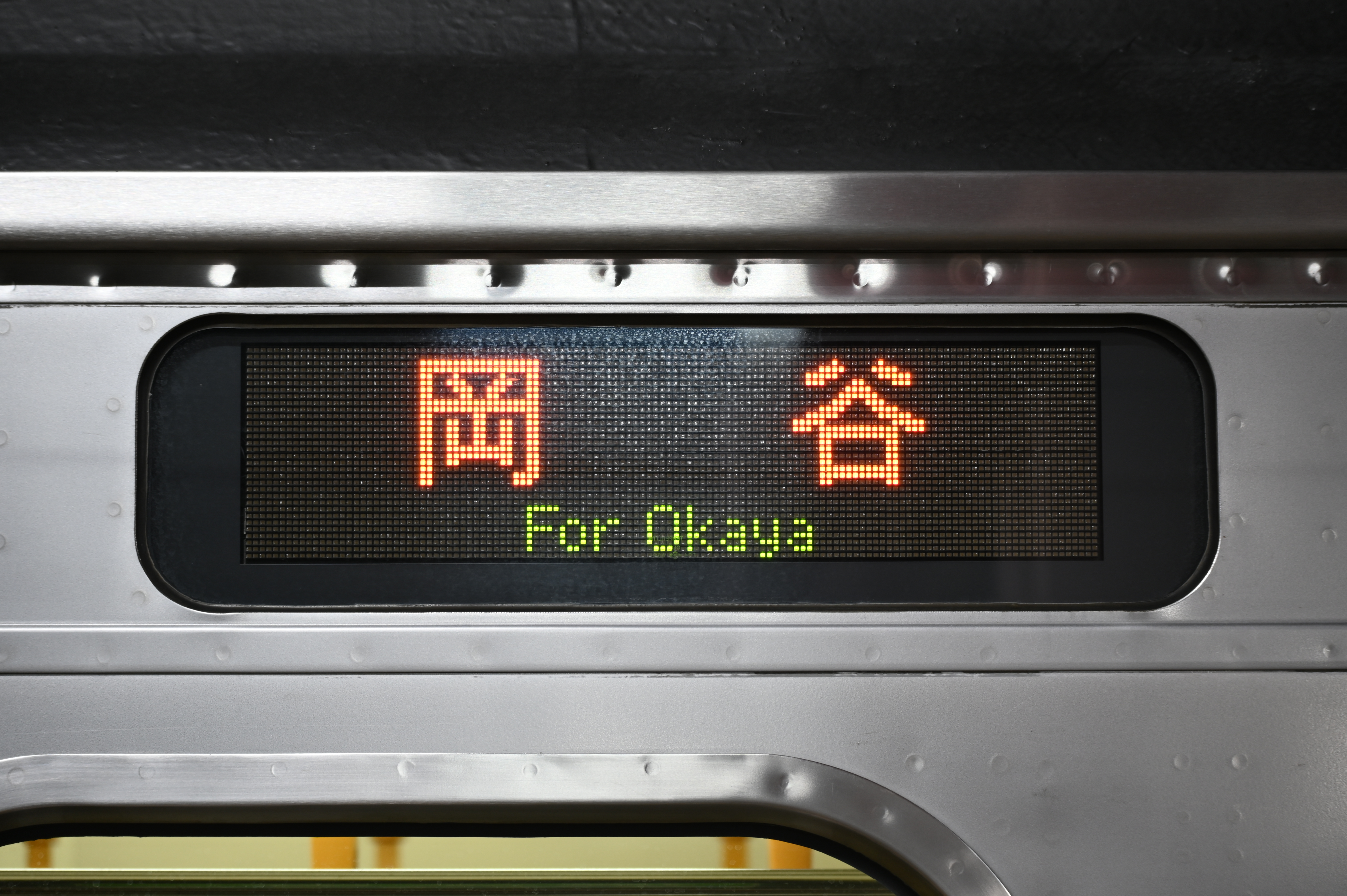
側面LED表示器
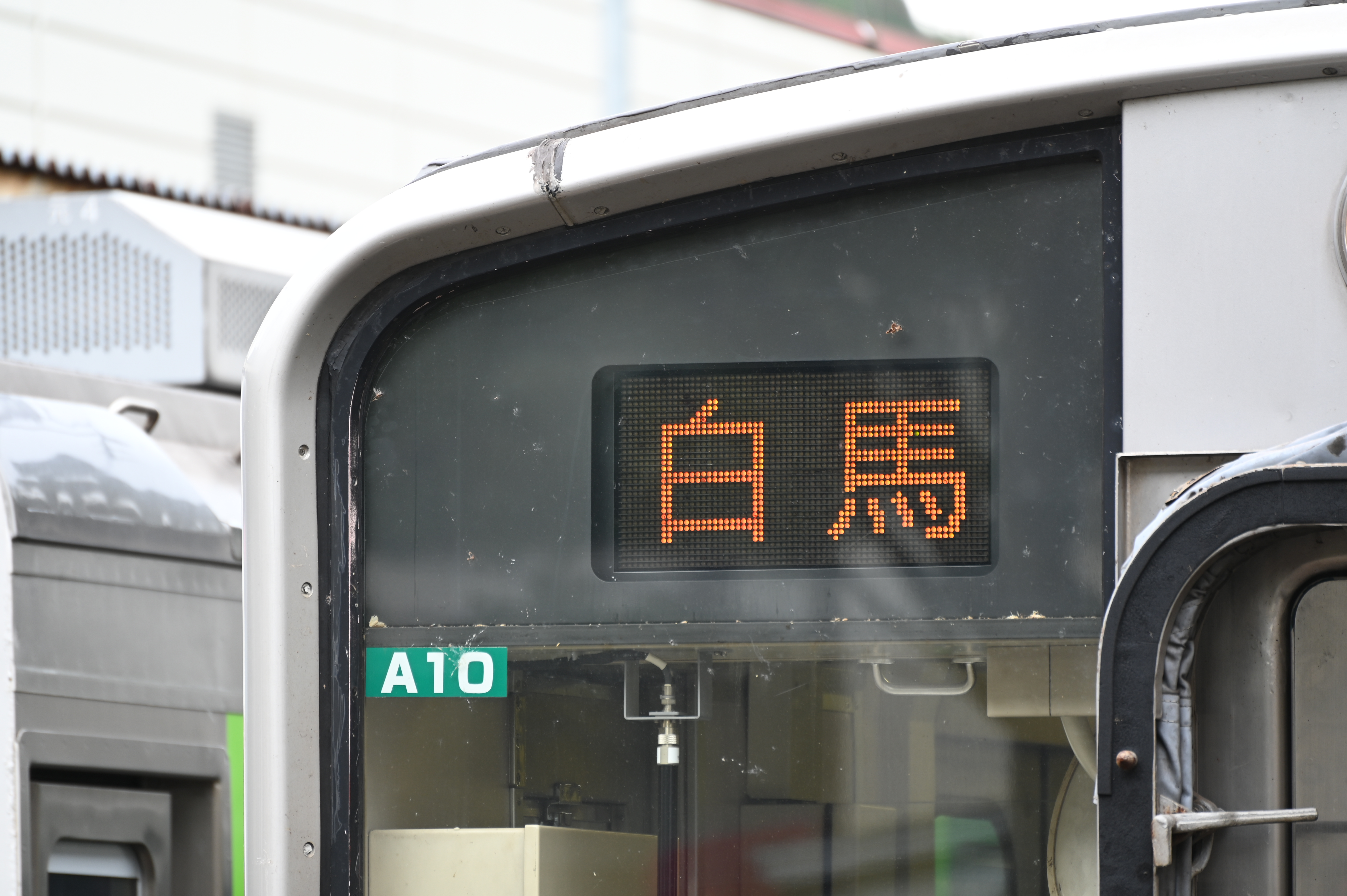
前面LED表示器
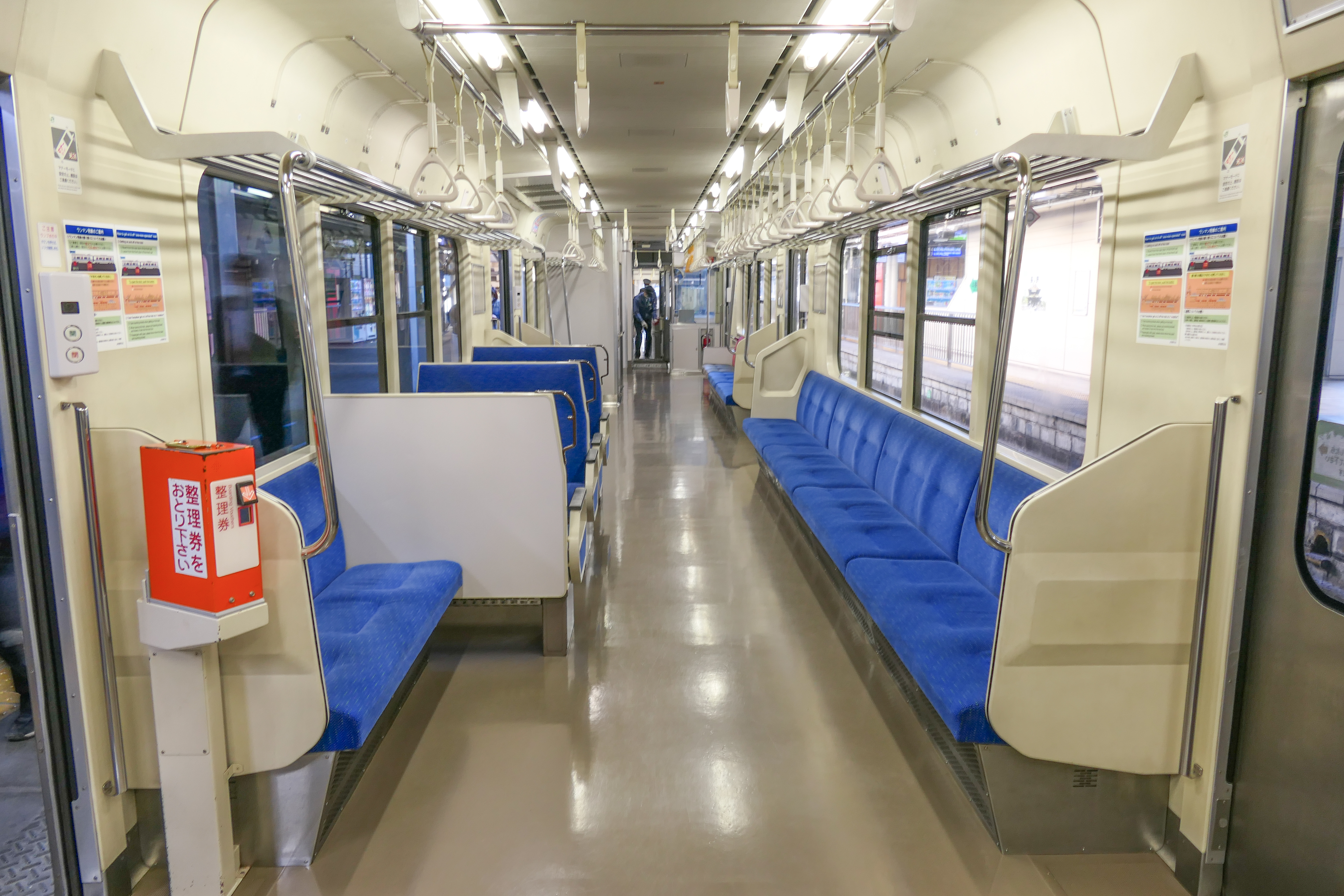
車内
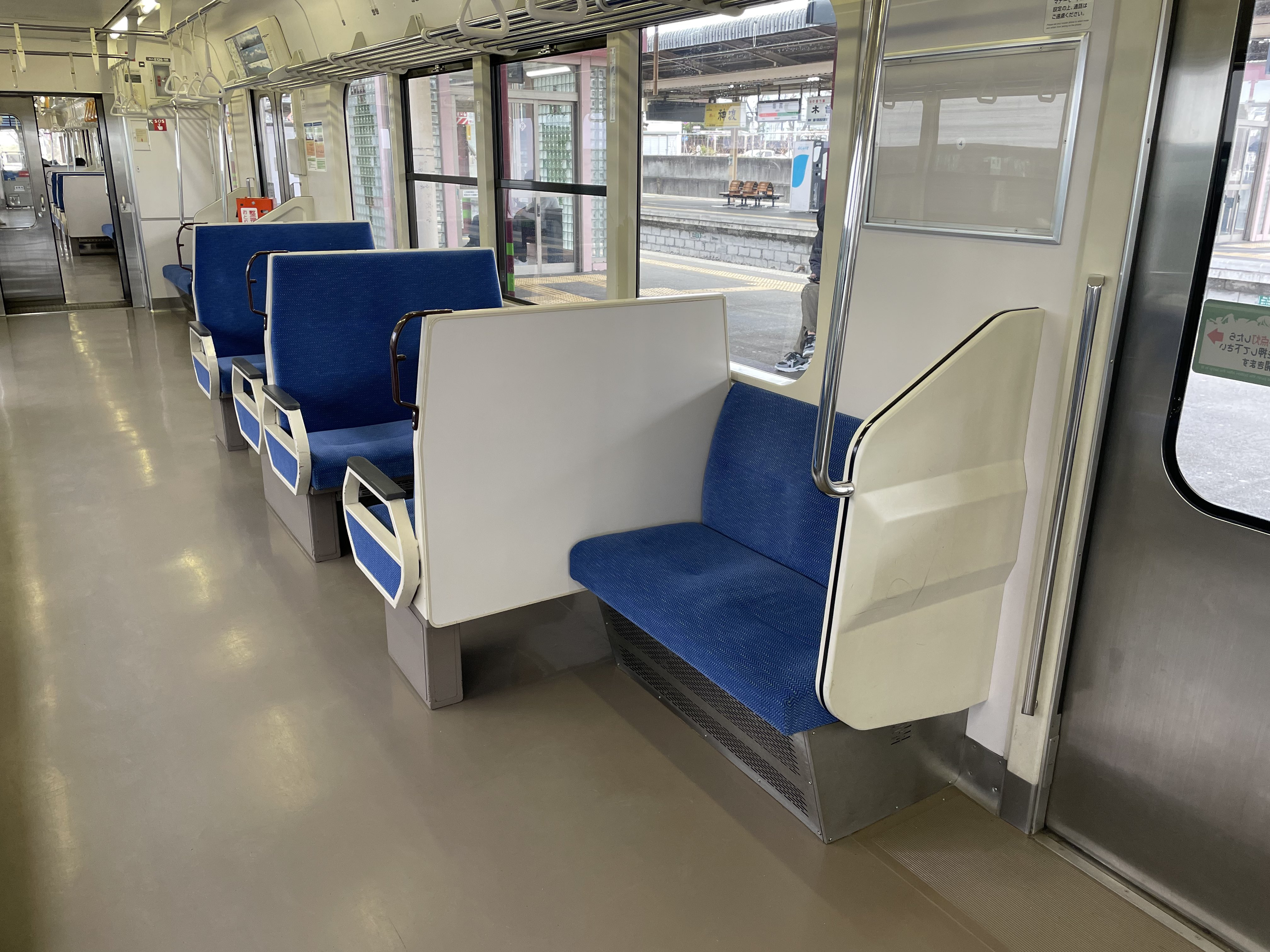
クロスシート
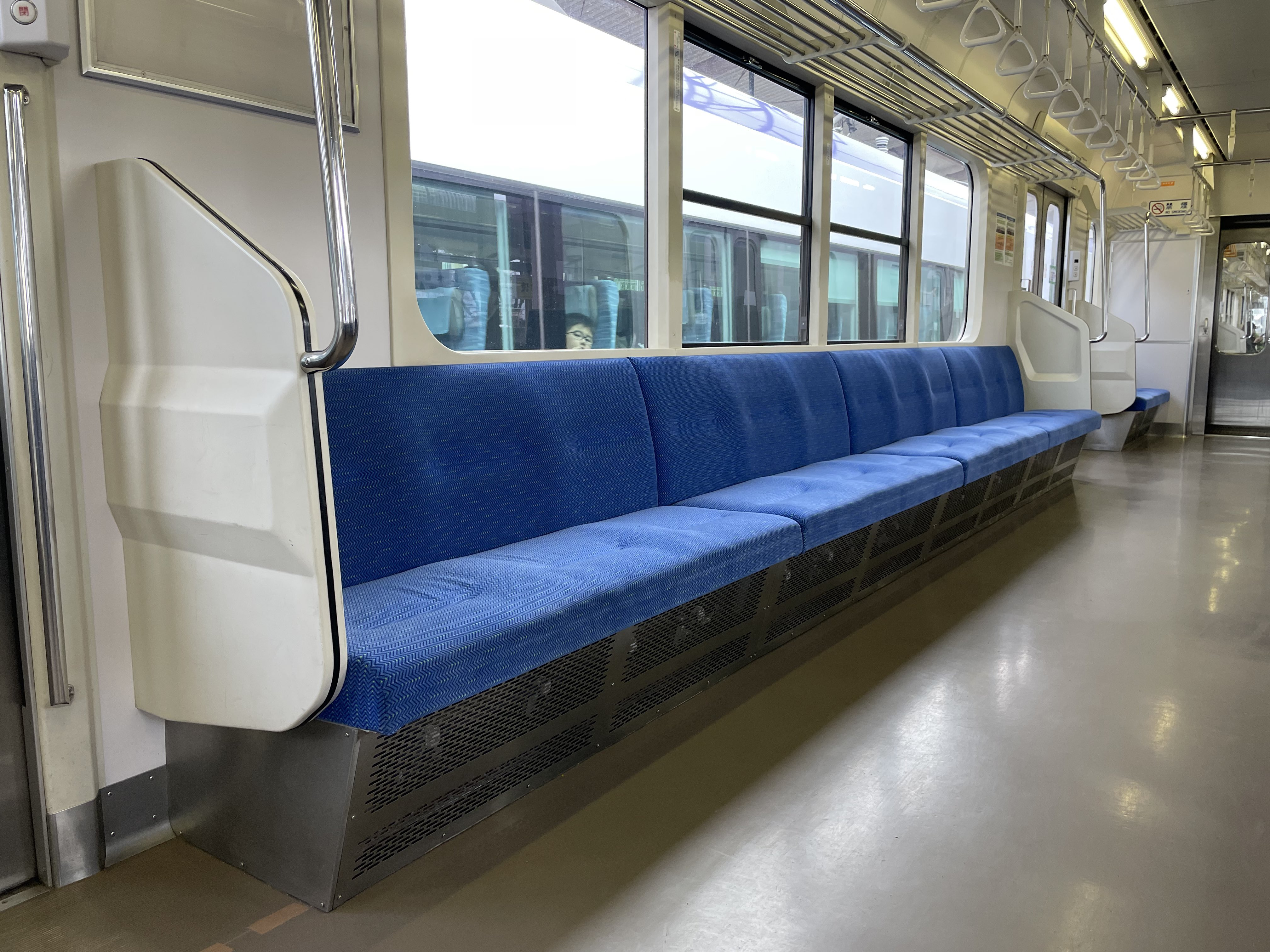
ロングシート
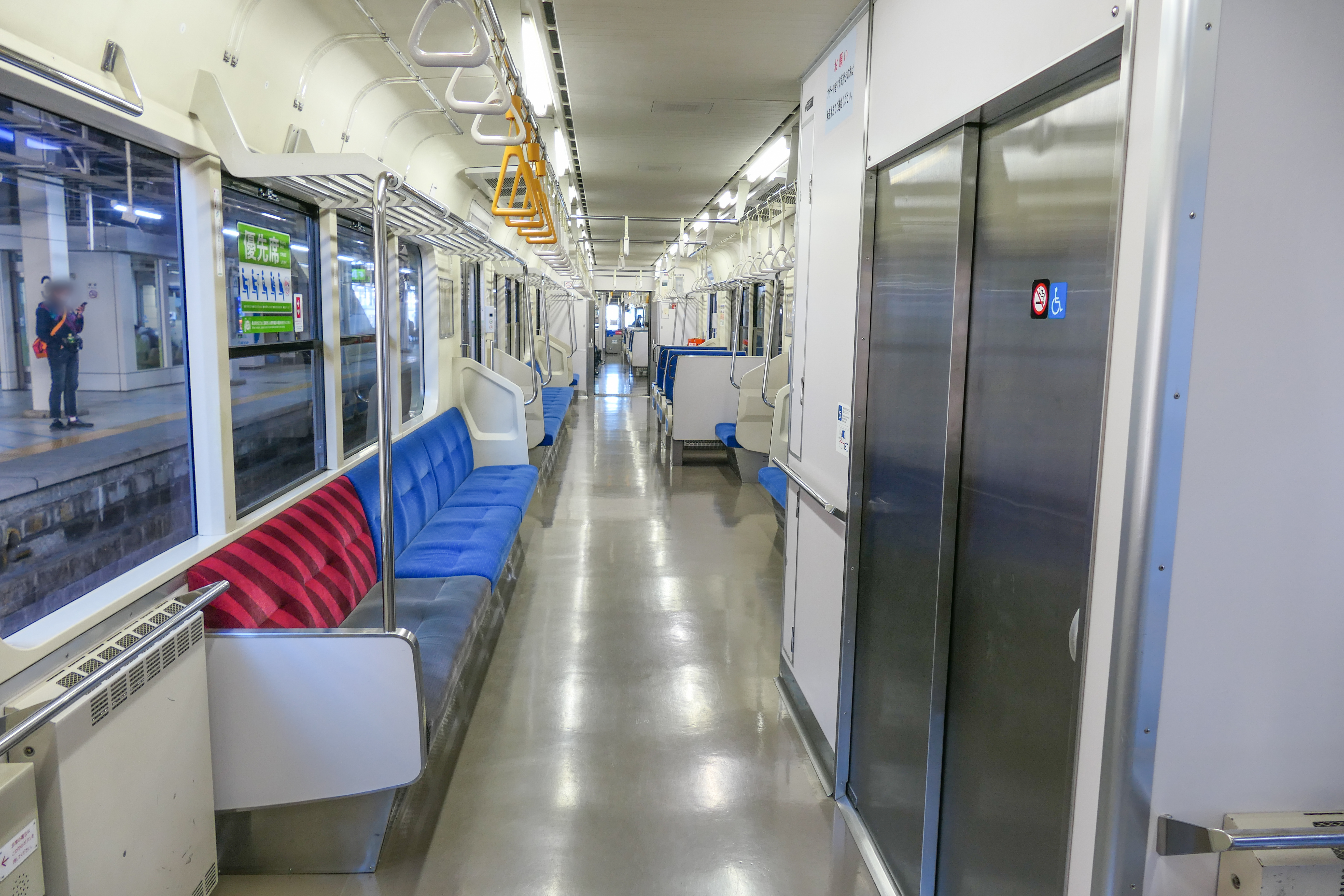
トイレ付近と優先席
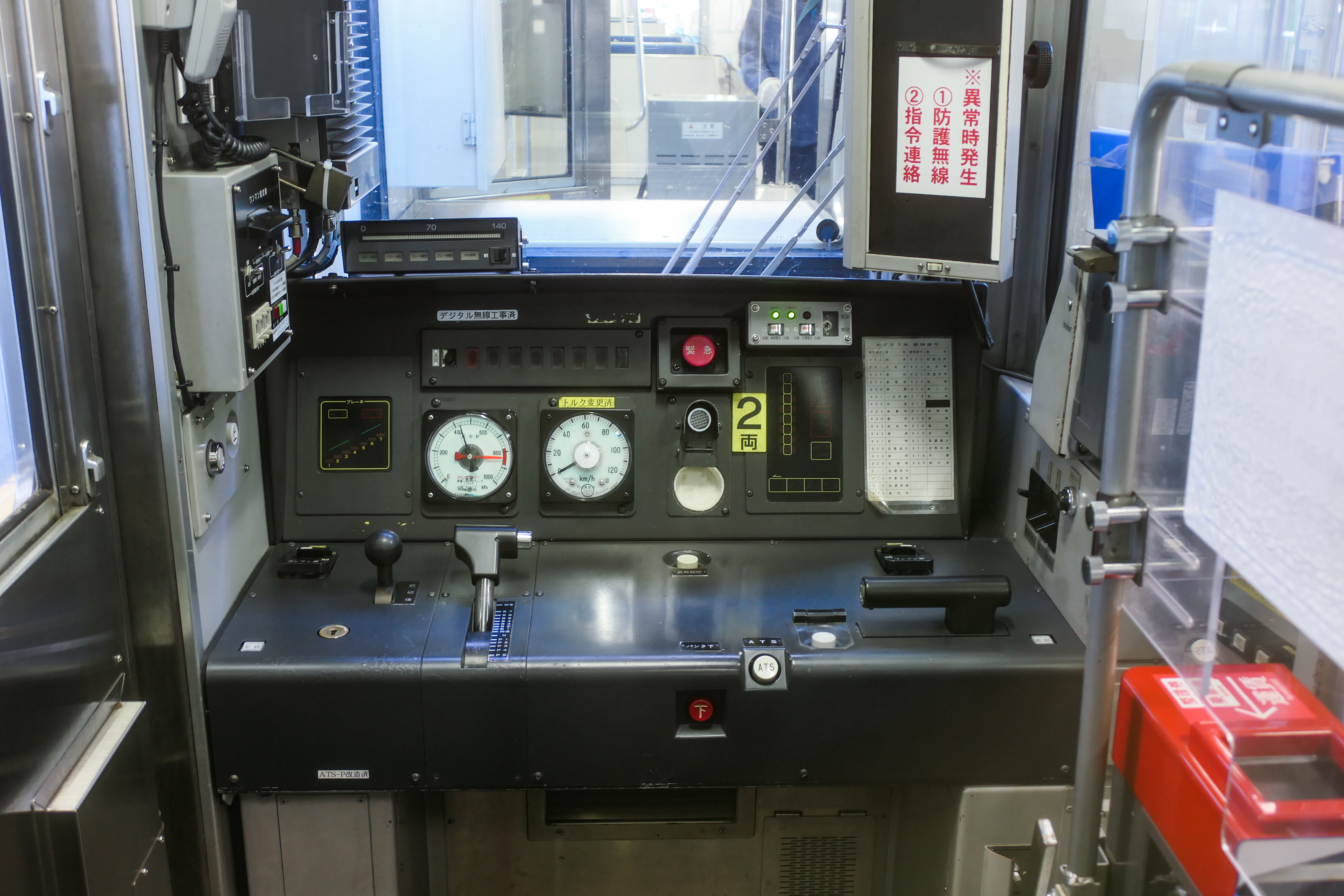
運転台（トルク変更済シール貼り付け後）
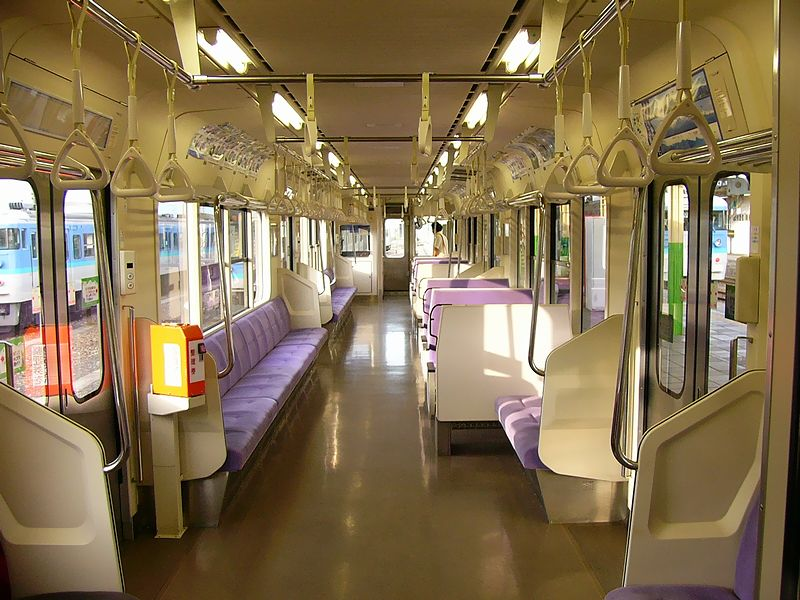
車内（座席モケット変更前）

## 改造

### 霜取り用パンタグラフの集電化

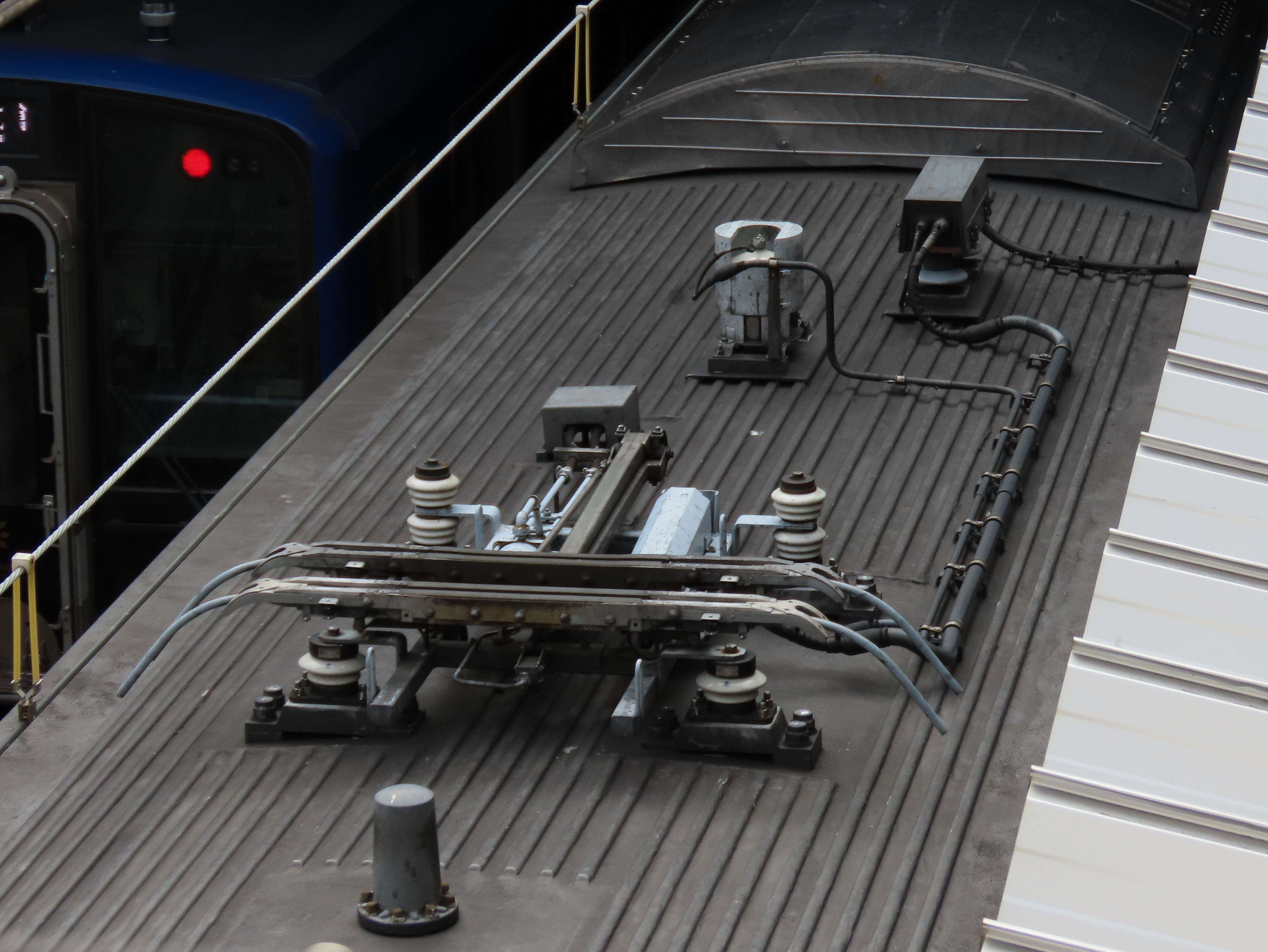
霜取り用パンタグラフ（100番台）

松本車両センター配置のA7 - A12編成は、霜取り用パンタグラフの設置当初、架線からの集電に対応していなかったが、2014年頃から集電化改造が実施された（施工はいずれも長野総合車両センターで実施）。また、A5編成は機器更新と同時に集電対応の霜取り用パンタグラフが設置されたほか、A6編成は機器更新後に同パンタグラフが設置されており、2022年現在はA5 - A12編成の集電化施工が完了している。ET127系V8・V9編成は霜取り用パンタグラフ設置と同時に集電化に対応している。
改造内容は以下のとおりである。
- 避雷器及びヒューズボックスの新設。
- 接地線及び母線の新設。

### 機器更新
製造から20年程度が経過したことから、JR所属車は2016年以降、えちごトキめき鉄道所属車は2018年以降に機器更新が実施された（施工はいずれも長野総合車両センターで実施）。電機品は、新潟地区に投入されたE129系と同等品となっている。
改造内容は以下のとおり。
- VVVFインバータ装置を逆導通GTOサイリスタ素子からIGBT素子（素子定格 3,300V - 800A）を使用したSC102A形（1C2M2群制御）に置き換え[31]。
- 断流器箱（LB）をLB89A形に置き換え[31]。
- フィルタリアクトル（FL）をIC139形に置き換え[31]。
- ブレーキチョッパ動作時の誘導障害防止用としてIC132形ブレーキチョッパ用リアクトルを新設[31]。
- 補助電源装置（SIV）をIGBT素子を使用したSC103A形（定格出力210kVA）に置き換え[31]。
- 100番台はトルク変更を実施し、運転台に「トルク変更済」のラベルが貼られた。

また、各編成の改造実施日等は以下のとおりである。

### 南武支線向け転用改造

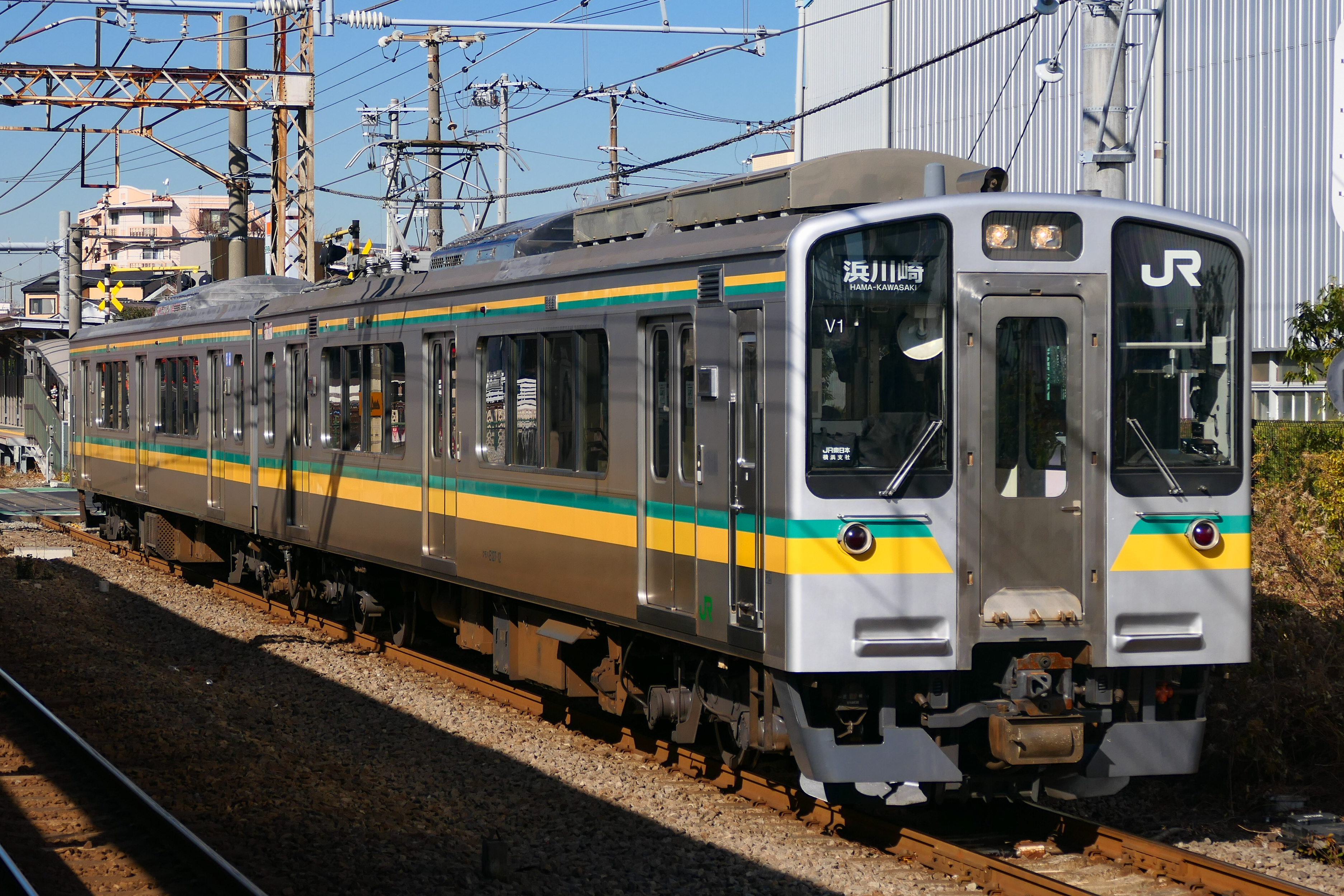
南武支線で運用される0番台

新潟車両センター所属の0番台V12、V13編成が南武支線へ転用されるにあたって、転用改造工事が2023年に実施された。
改造内容は以下の通り。
- 車体帯を若草色■と黄色■へ変更。
- 乗務員室背面に仕切り壁を設置。
- 運賃箱・車内モニター・整理券発行機・前面貫通幌の撤去。
- トイレ・出入口表示器・電気連結器の使用停止（機器は撤去されていない）。
- 車内照明のLED化。
- 客室防犯カメラ・転落防止幌・運転台簡易モニターを追設。

## 編成表
0番台
|              | ← 吉田・弥彦村上・東三条 → |                |
|              |                            |                |
|              | ◇                          |                |
| 形式         | クモハE127 (Mc)            | クハE126 (Tc') |
| 搭載機器     | VVVF                       | SIV・CP        |
| 車両重量 (t) | 33.5                       | 28.5           |

- ◇：下枠交差式パンタグラフ
- VVVF：VVVFインバータ装置
- CP：電動空気圧縮機
- SIV：補助電源装置（静止型インバータ）

100番台
|              | ← 松本長野・南小谷 → |                |
|              |                      |                |
|              | ＞                   | (＜)           |
| 形式         | クモハE127 (Mc)      | クハE126 (Tc') |
| 搭載機器     | VVVF                 | SIV・CP        |
| 車両重量 (t) | 33.5                 | 29.0           |

- ＞：シングルアームパンタグラフ
- (＜)：霜取り用パンタグラフ（A5 - A12編成）
- VVVF：VVVFインバータ装置
- CP：電動空気圧縮機
- SIV：補助電源装置（静止型インバータ）

## 車歴表
特記ない限りは2022年（令和4年）4月1日時点の情報を示す。ただし、0番台の一部編成については、2023年（令和5年）8月末時点の情報を基とした。
- 製造…川重：川崎重工業、東急：東急車輛製造、土崎：東日本旅客鉄道土崎工場
- 配置…上沼垂：上沼垂運転区[注 9]、鎌倉中原：鎌倉車両センター中原支所、新潟：新潟車両センター[注 9]、松本運：松本運転所[注 10]、松本車：松本車両センター[注 10]

## 運用

### 新潟地区
えちごトキめき鉄道開業前までは、新潟車両センター配置の0番台V1 - V13編成が新潟近郊区間を中心とする区間で運用されていた。2両での単独運転のほかに4両・6両編成での運転もあり、旅客の需要に柔軟に対応していた。運用のほとんどが普通列車だが、始発の新潟駅 - 村上駅間の1本のみで快速列車が存在した。
えちごトキめき鉄道開業後は、新潟車両センター配置のV12・V13編成が弥彦線を中心に運用された。予備の編成がないため、検査や故障の場合はE129系が代走していた。
えちごトキめき鉄道譲渡後も残存していたV12・V13編成は2022年3月11日のダイヤ改正をもって新潟地区での定期運用を終了したが、2022年6月に発生したE129系14両の落雷故障に伴い、6月29日から11月30日において上越線（長岡駅 - 越後中里駅間）で、12月1日から12月11日において越後線（新潟駅 - 巻駅間）で臨時に運用された。
- 信越本線（新潟駅 - 長岡駅間、2015年3月まで）
- 白新線（全線、2015年3月まで）
- 羽越本線（新発田駅 - 村上駅間、2015年3月まで）
- 越後線（吉田駅 - 新潟駅間、2022年3月まで）
- 弥彦線（全線、2015年3月 - 2022年3月まで）

2014年7月時点での運用線区（0番台）
2020年3月改正時点での運用線区（0番台・ET127系）

### 長野・松本地区
松本車両センター配置の100番台A1 - A12編成が以下の区間で運用される。
- 大糸線（松本駅 - 南小谷駅間）
- 信越本線（篠ノ井駅 - 長野駅間）
- 篠ノ井線（全線）
- 中央本線（辰野駅 - 塩尻駅間）

このほか、試運転でA2・A4編成がしなの鉄道線（全線）に入線したことがある。

### 南武支線
鎌倉車両センター中原支所配置の0番台V1・V2編成が以下の区間で運用される。
- 南武支線（尻手駅 - 浜川崎駅間）

## 譲渡車

### えちごトキめき鉄道
2013年2月21日、JR東日本と新潟県およびえちごトキめき鉄道は、妙高はねうまライン用の車両としてE127系0番台10編成に必要な改修を施した上で低価格で譲渡することを合意した。その後2014年12月6日より、本系列が担当していた新潟地区での運用は順次E129系が引き継ぎ、従来の運用は2015年3月7日で終了。譲渡された10編成はET127系となり、同年3月14日より妙高はねうまライン（全線）および、直通運転先の信越本線（直江津駅 - 長岡駅間、早朝・深夜の一部列車）での運転を開始した。
基本的な構造と仕様はJR所属時と同一である。譲渡後の車両デザインは川西康之ら「イチバンセン」により、妙高山のフレッシュグリーン■と山並みをイメージしたオリジナルの標準色となった。2015年7月からは、広告ラッピングを施した編成も運行されている。譲渡後もしばらくはJR所属時の車体色のまま運用されている編成が存在したが、2017年までにはすべての編成が標準色または各種広告ラッピングへ塗色変更されている。開業直後は前面のJRロゴもそのままであった。
V1編成とV8編成は、それぞれ2021年と2024年より「田島ルーフィング」の広告電車として運用されており、70系電車などの旧型国電に塗装されていた「懐かしの新潟色」と「横須賀色」が同社のラッピングフィルム「ORIFY」を使用した車体装飾により再現されている。
譲渡までに全編成のスカートがスノープラウ一体の強化型スカートに交換されており、V8・V9編成には譲渡後に霜取り用としてPS34形シングルアームパンタグラフがET126形に増設されている。
2024年12月24日に発生した倒木衝突事故によりV2・V3編成が損傷し、修復の際にV2編成のパンタグラフが下枠交差式からシングルアーム式のものに換装された。

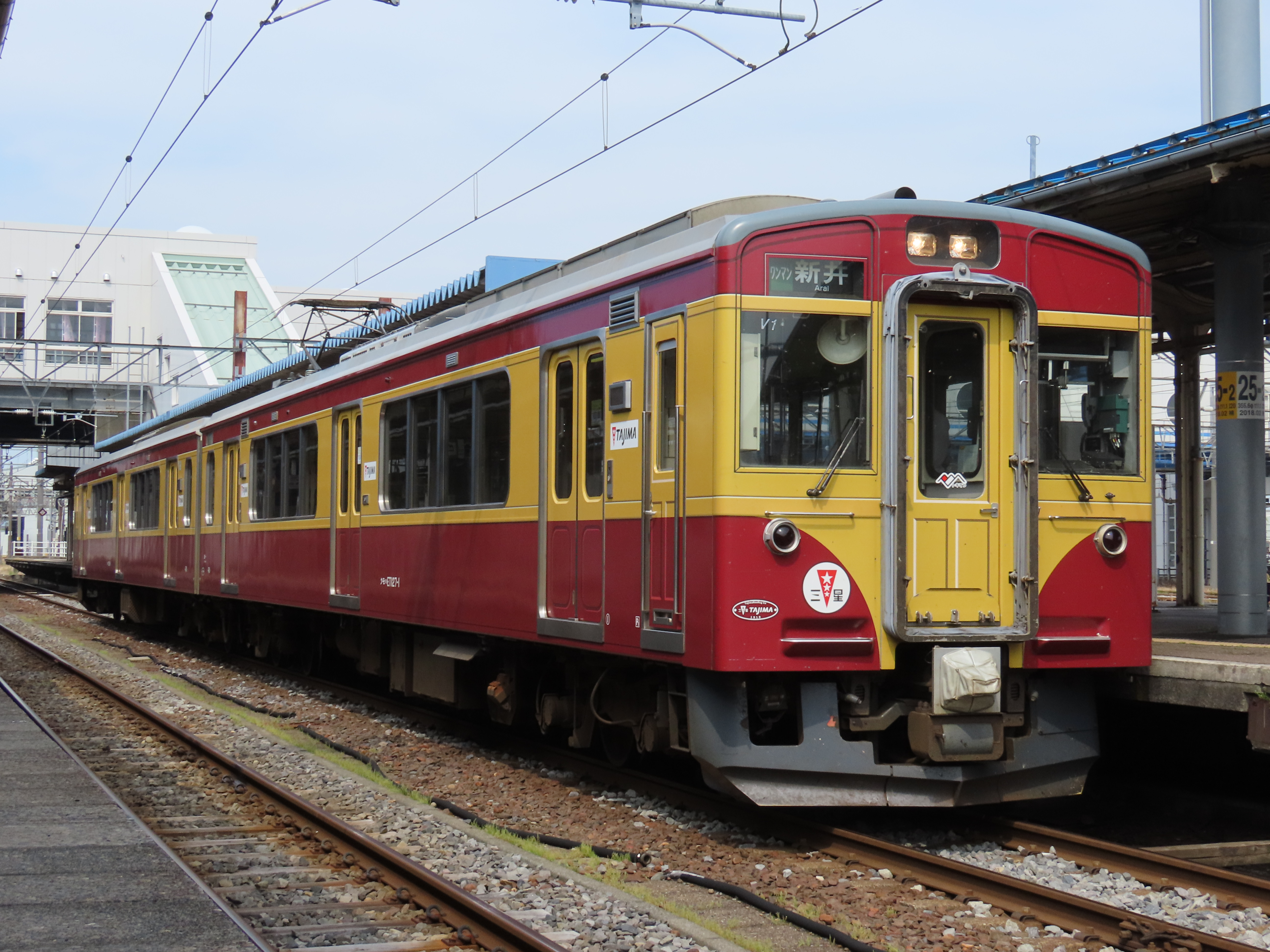
V1編成「懐かしの新潟色」（田島ルーフィング広告電車）
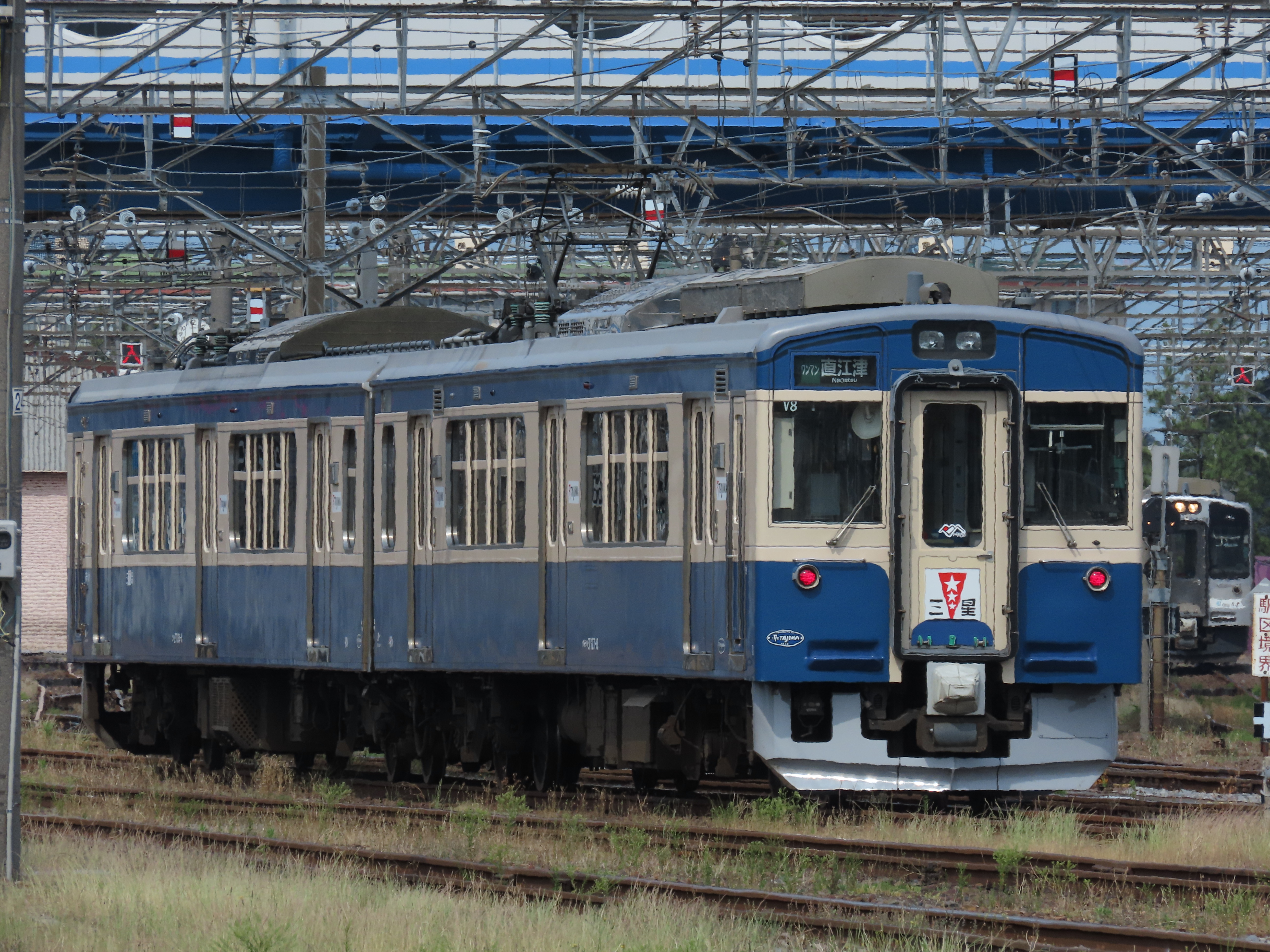
V8編成「横須賀色」（田島ルーフィング広告電車）
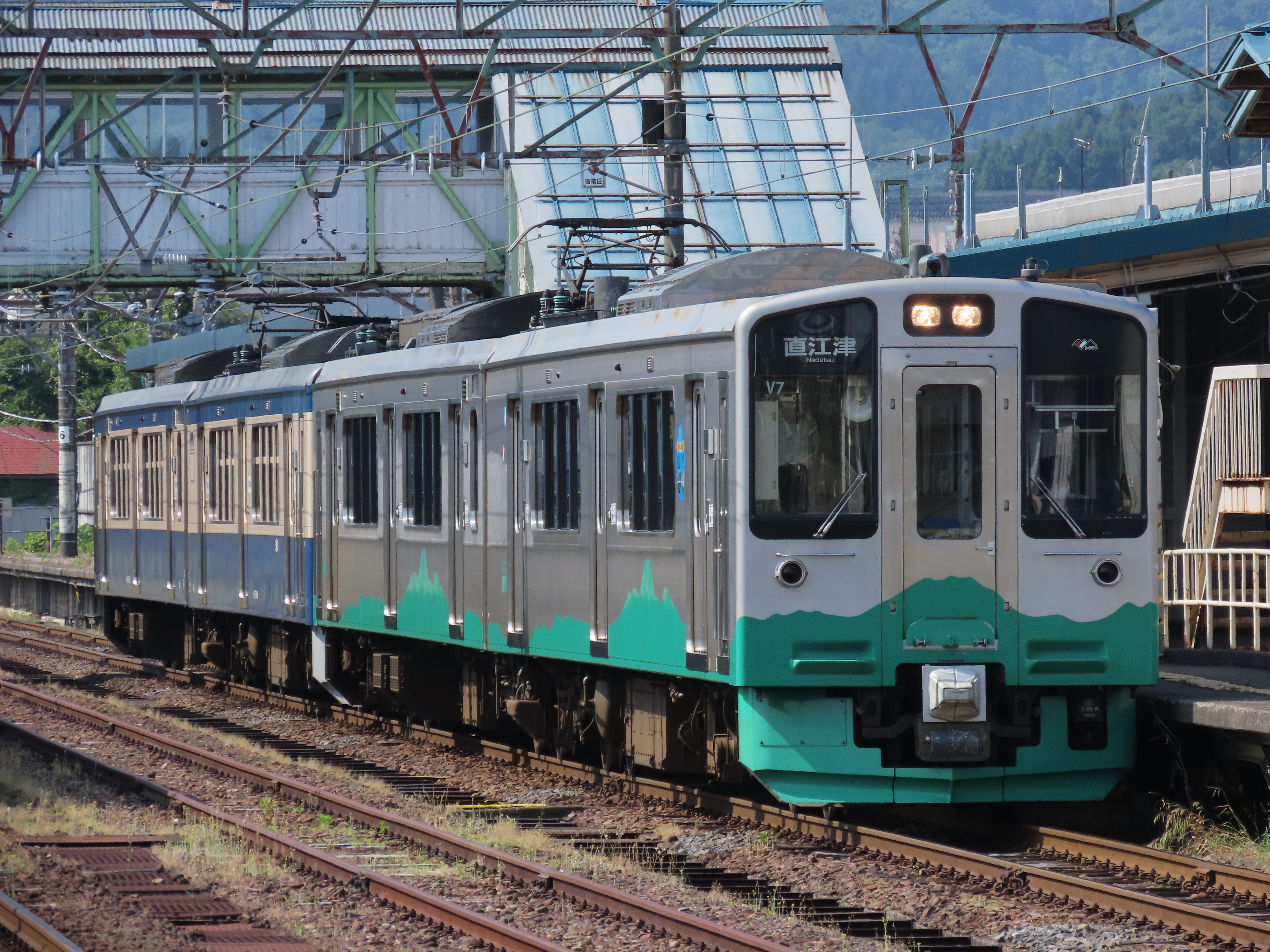
V7編成(通常色)
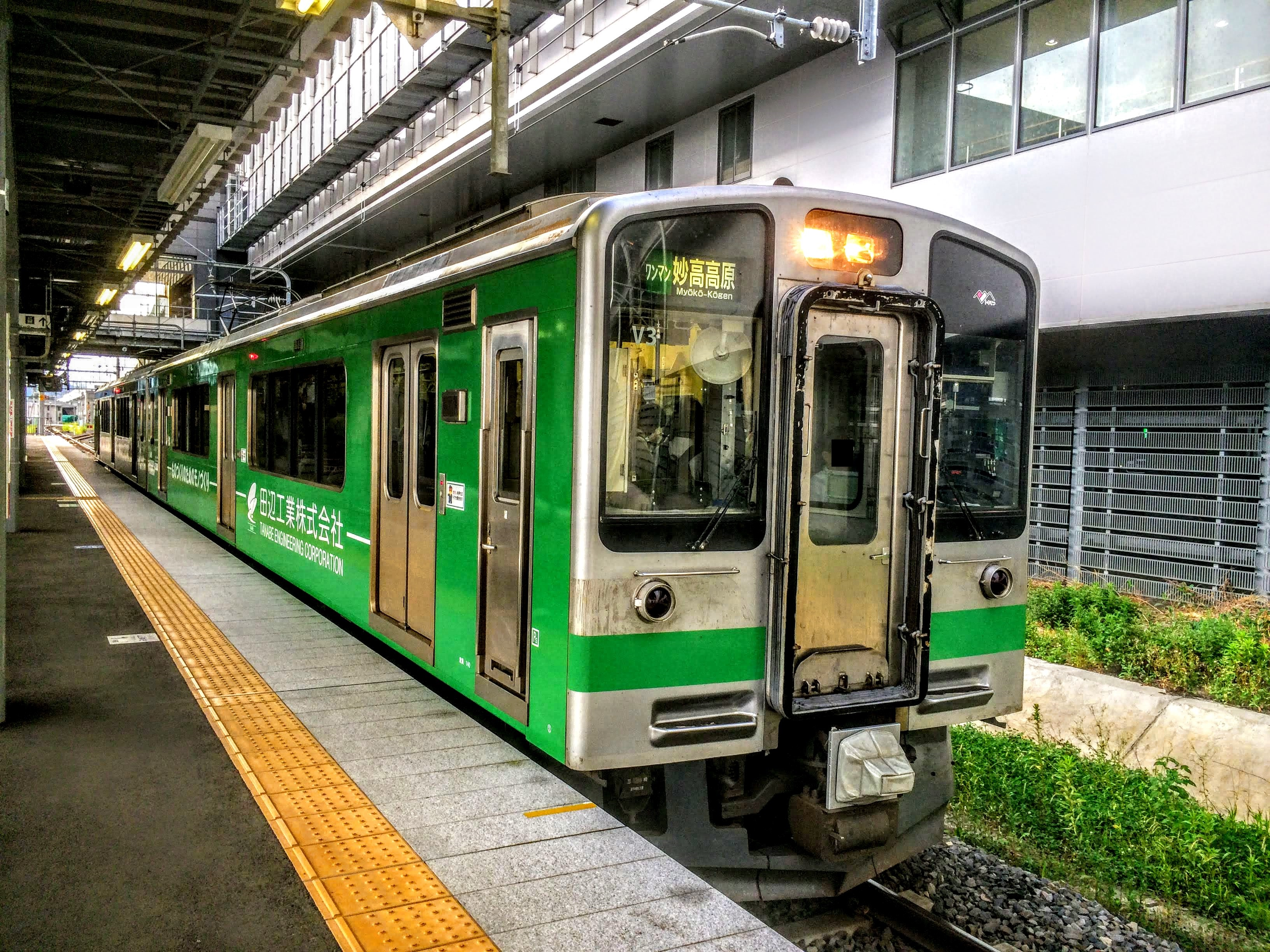
V3編成(田辺工業広告車)
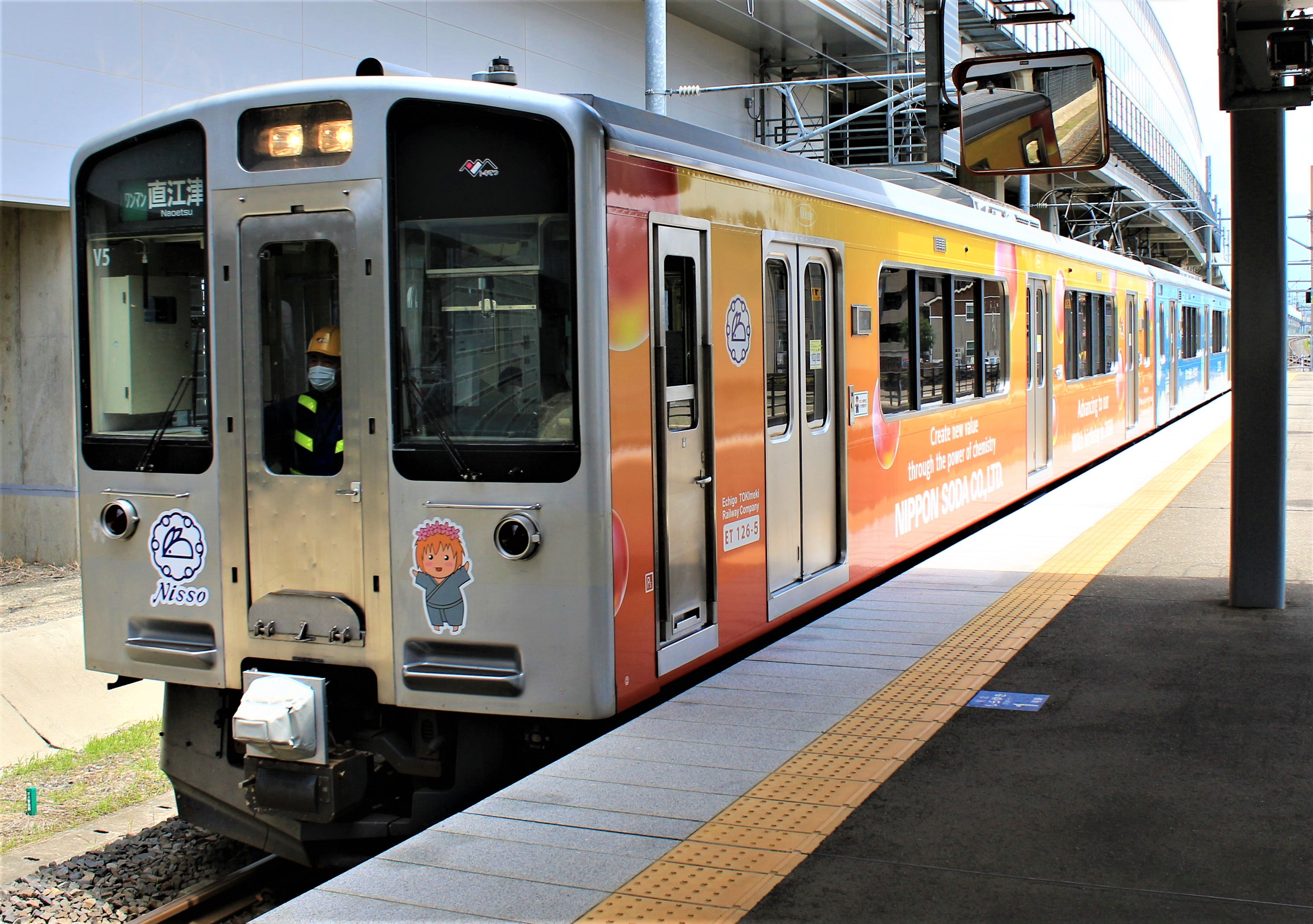
V5編成(日本曹達広告車)
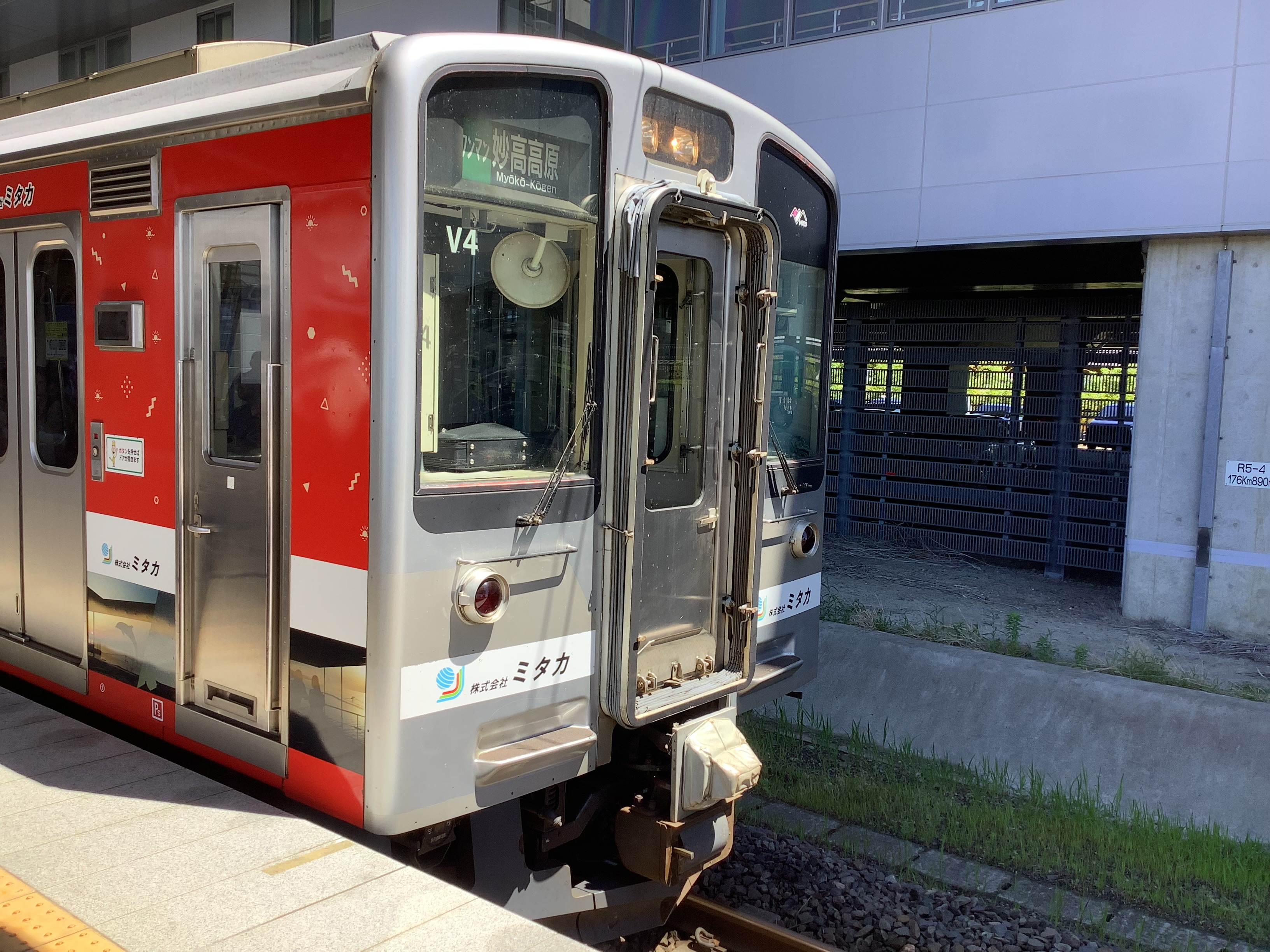
V4編成(ミタカ広告車)

編成表
|              | ← 妙高高原直江津・長岡 → |             |
|              | ◇・＜                    | (＜)        |
| 形式         | ET127 (Mc)               | ET126 (Tc') |
| 搭載機器     | VVVF                     | SIV・CP     |
| 車両重量 (t) | 33.5                     | 28.5        |

- ◇：下枠交差式パンタグラフ（V1･V4 - V7･V10編成）
- ＜：シングルアームパンタグラフ（V2･V3編成）
- (＜)：霜取り用パンタグラフ（V8･V9編成）
- VVVF：VVVFインバータ装置
- CP：電動空気圧縮機
- SIV：補助電源装置（静止型インバータ）

車歴表
- 編成番号は、V3編成の分の欠番がなくなるように前に詰められている。V1・V2編成については従来の表記をそのまま残し、旧V4 - V11編成については新しくV3 - V10の表記がなされている。
- JR東日本としての廃車日はV2・V10編成が2015年3月10日付、残りの8編成が14日付[56][62]。

改造歴
各編成の改造内容・改造実施日等については以下のとおり。